# Mistadello
Il mistadello ("mistadèll" in dialetto piacentino) è una piccola cappella votiva,  diffuso nel territorio a cavallo tra l'Emilia, la Toscana e la Liguria, solitamente consistente in un'autonoma struttura esterna a cella semplice absidata con portico anteriore. I mistadelli si trovano tanto presso gli assi viari principali quanto in campagna, con funzione devozionale, di omaggio alla tradizione e di protezione sacrale per le persone e per le contrade da queste abitate o coltivate. 
La massima diffusione di questo tipo di strutture si registra tra XV secolo e XVII secolo.

## Storia
A partire dall'età tardo imperiale tutti i punti d'intersezione degli assi viari principali, le campagne e le montagne, si riempiono di croci. Nel medioevo alle croci si affiancano immagini sacre, spesso entro edicole, poste in prossimità delle porte d'ingresso alle città o in prossimità dei principali assi viari interni, con valore rispettivamente di protezione dai nemici e propiziatorio per i forestieri o per la stessa cittadinanza. 
Tra XV secolo e XVI secolo i santuari (perlopiù mariani) si diffondono a macchia d'olio, specie in prossimità dei principali assi viari. Sorgono inoltre oratori, edicole e cappellette con lo scopo di porre ogni punto del territorio (dunque anche gli assi viari minori) sotto la protezione del sacro. 
Nel periodo barocco il fervore religioso porta ad una proliferazione della costruzione di cappellette, spesso con bizzarre decorazioni e membrature architettoniche, che si sovrappongono a preesistenti strutture, secondo il gusto dell'epoca.
I mistadelli posti presso i bivi, lungo le mulattiere e all'ingresso dei borghi sparsi tra la Toscana, la Liguria ed il territorio piacentino e parmense, testimoniano tempi e modi del pellegrinaggio dell'uomo sulla terra e del suo rapporto col sacro: gli uomini segnavano i loro percorsi con immagini sacre, perlopiù mariane, che infondevano coraggio e dispensavano aiuto.

## Tipologie
I mistadelli possono essere divisi in tipologie: 
1. di semplice devozione;
2. a ricordo di un miracolo o di un fatto memorabile;
3. sorti per adempimento ad una promessa fatta da fedeli in occasione di calamità;
4. commemorativi di grandi eventi religiosi;
5. innalzati a compimento di grandi opere pubbliche;
6. sorti per celebrare il ritorno a casa dalle due guerre mondiali.

Perlopiù i mistadelli sono sorti e sono stati mantenuti ad opera di privati. Per quanto riguarda l'iconografia, la Vergine è sicuramente quella più diffusa, come Immacolata, Addolorata o Assunta. 
L'architettura è molto semplice, normalmente una cella absidata preceduta da un portico, utile alla sosta e al riparo.

## Val d'Arda

### Alseno
- San Rocco[1]

Si trova in località Caselle, in un discreto stato di conservazione ed è possibile accedere. Si tratta di una piccola cappella a vano unico, con tetto a capanna sostenuto da travature lignee a vista. L'unica apertura è costituita dall'ingresso, voltato a tutto sesto e con uno sguancio ben evidenziato che genera un secondo arco verso l'interno. Nel lato superiore dell'arco si può leggere la scritta “S. ROCCO 1965” mentre nello sguancio vi è un'altra data: “1868”.
Un piccolo cancello di legno da' accesso all'interno, voltato a botte, ove si trova l'altare che è costituito da una mensola in pietra addossata alla parete e sopra di esso, in una nicchia archirotonda a fondo piatto, è posta una statua dell'Immacolata, alle spalle della quale, alcune stelle dipinte simulano un cielo stellato.
- Madonna con Bambino[1]

Si trova in località Castelnuovo Fogliani, in condizione di avanzato degrado, per cui non è possibile accedere. Piccola cappella di linea elegante, posta appena fuori dall'abitato. Essa è composta da un vano pressoché quadrato, preceduto da un ampio portico sostenuto da colonne tuscaniche raccordate da archi arco a tutto sesto.
Le basi delle colone sono unite a formare le consuete panche laterali e sono realizzate con mattoni a vista ma di pezzatura diversa. Nella parte superiore è presente una trabeazione sormontata da un timpano. Due gradini ed un cancello in legno permettono di accedere al piccolo vano dalla cui muratura si staccano, grazie al leggero aggetto, le quattro colonne angolari e la trabeazione superiore.
L'altare è costituito da due mensole a sbalzo, mentre le pareti laterali sono adorne di alcuni quadretti ed ex voto.
- Madonna[1]

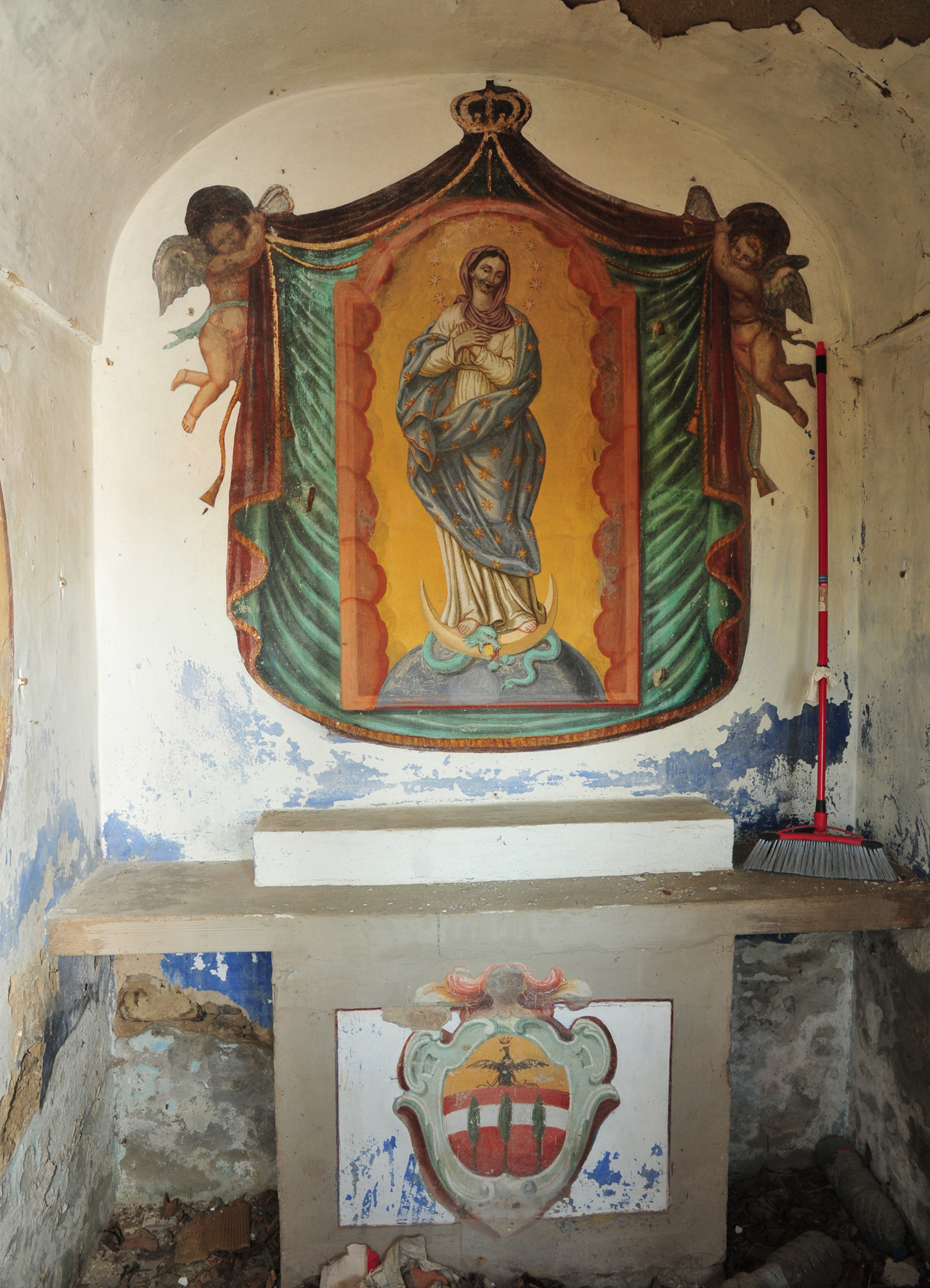
Interno Madonna 5 Strade - Fiorenzuola d' Arda

Il mistadello si trova in località Gruppi, in condizione di degrado, per colpa della quale non è possibile accedere. Si tratta di un edificio di modeste dimensioni enfatizzato dalla presenza di un ampio pronao. In effetti la struttura anteriore appare preponderante rispetto alle cella e presenta un maggiore grado di elaborazione, quattro snelle colonne poggianti su un basso zoccolo sorreggono archi a sesto leggermente ribassato. La muratura soprastante presenta un gioco di modanature a formare una trabeazione che sorregge un imponente timpano leggermente aggettante; le due colonne anteriori sembrano più recenti e di forma divergente rispetto a quelle posteriori.
L'ambiente interno è protetto da un cancello in ferro e costituisce una sorta di nicchia, dipinta di azzurro, interamente occupata da un basso altare e da una statua in gesso della Vergine, che viene rappresentata con la corona e con le mani giunte.
- Sacra Famiglia[1]

Si trova in località Crocetta, in un discreto stato di conservazione. È possibile accedere. La struttura architettonica ha la forma di una piccola cappella con pronao formato da quattro pilastri in mattoni faccia a vista che formano tre archi a tutto sesto e poggiano su un basamento in cemento che li unisce a due a due, quasi a formare dei sedili; tra il pilastro e l'arco si trova un abaco a mensola. La facciata è a capanna con manto di copertura in coppi. Un cancelletto in ferro, di finitura semplice, divide la parte interna della cappella dal pronao. L'interno, molto stretto, ha un piccolo altare e sopra di esso un dipinto raffigurante la Sacra Famiglia: la Madonna con Bambino in piedi e benedicente, e di fianco, in ginocchio, San Giuseppe con ai piedi il giglio bianco. Sull'altare, ai lati del dipinto, sono poste due statuette identiche, raffiguranti San Pietro.
- Madonna del Rosario[1]

Si trova in località La Biraga di Lusurasco, in un buono stato di conservazione ed è possibile accedere. La cappella è posta all'estremità della cinta esterna di Palazzo Torti e si apre verso l'attuale strada provinciale. La struttura si presenta rettangolare e sormontata da un tetto a capanna oltre che da un piccolo campanile quadrato. L'interno è diviso in due vani: il primo, più piccolo, presenta ai lati due panche in muratura e nella parte superiore una cornice leggermente aggettante mentre il secondo ambiente è delimitato da una parete ed il suo interno è visibile grazie ad un'ampia apertura mediana fiancheggiata da due semi colonne cilindriche che sostengono un arco ribassato. L'aula sacra ha una terminazione ricurva che richiama un'abside, l'unico arredo è costituito da un altare in muratura a forma di tronco di piramide rovesciato, leggermente concavo e sormontato da una mensola. Nella parete sono state ricavate cinque nicchie, delimitate da semplici cornici in gesso; quella centrale, più grande, ospita la statua della Madonna del Rosario, in quelle laterali vi sono altre statue di santi, mentre alle pareti sono appese alcune stampe e una Via Crucis.

### Besenzone
- Madonna di Lourdes[2]

Si trova in Maestà di Bersano, nel comune di Besenzone, è accessibile e il suo stato di conservazione è discreto.
Interamente intonacato, culmina in un ampio tetto a doppio spiovente sormontato da una croce. All'interno è ricavata una nicchia con una cornice in muratura chiusa da un sportellino in ferro a maglia fitta, al di là del quale è posta la statua della Madonna.
- Cristo[2]

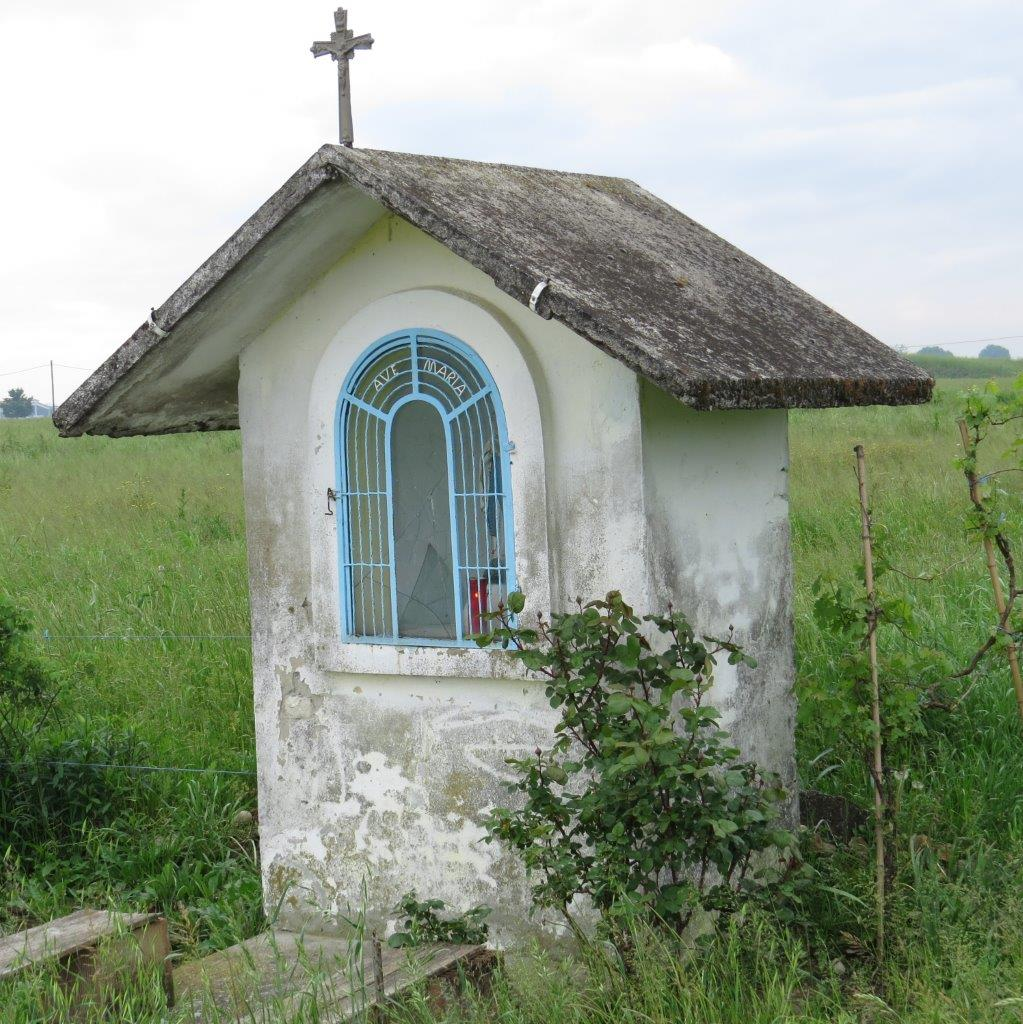
Comune di Besenzone (PC)

Si trova a Besenzone, in via del Cristo, e il suo stato di conservazione è discreto. La maestà consiste in una sorta di grande nicchia fortemente strombata, delimitata da una spessa parete in muratura intonacata e dipinta. Il tetto è a doppio spiovente e appena sotto la linea di grondaia corre una striscia di colore contrastante. Lo spazio incavato è chiuso da un cancello in ferro, la presenza di altri cardini laterali fa supporre che un tempo ve ne fosse un altro più interno. La parete di fondo è affrescata con l'immagine del Cristo alla colonna. Sull'altare, costituito da un basamento in muratura a livello del suolo, sono state poste delle pietre recanti le scritte: stò alla porta e busso/ cos'è l'uomo perchà te ne curi/ a chi mi apre abiterò con lui
- Madonna con Bambino — Sant'Omobono[2]

Si trova a Sant'Omobono, nel comune di Besenzone. Lo stato di conservazione è discreto ed è accessibile. Questa maestà si trova nel cortile di una casa colonica addossata ad un vecchio pozzo. La struttura è quella di una parete con tetto a doppio spiovente in cui è stato ricavato uno spazio con sommità mistilinea, chiusa da un vetro. L affresco rappresenta la Madonna col Bambino a cui piedi sono raffigurati un serpente e la falce di luna, attributi dell'Immacolata.
- Madonna con Bambino — Boceto inferiore[2]

Si trova a Boceto inferiore di Castel d'Arda, nel comune di Besenzone, lo stato di conservazione è buono ed è accessibile. È una piccola costruzione in mattoni, posta sul ciglio della strada vicinale, è costituita da due pilastri rettangolari raccordati da una sottile parete, arretrata in modo da formare una campitura per un'immagine. La parte superiore ha una sorta di cornice appena rilevata e un culmine a capanna. Il piccolo spazio interno presenta un gradino sopra il suolo, una mensola con modanature addossate alla parete e, sopra essa, in una cornice con profili rettangolari, una formella in ceramica, rappresenta la Madonna con il Bambino.
- Madonna con Bambino — Besenzone[2]

Si trova a Besenzone in Via Castello, lo stato di conservazione non è ottimo ma è accessibile. Il mistadello è di fattura molto semplice, a pianta rettangolare con tetto a doppio spiovente e come unico ornamento presenta due lesene rettangolari addossate alla facciata. L'ingresso ad arco è chiuso da un grazioso cancello in ferro ed è sormontato da due leggeri incavi triangolari di colore contrastante; all'interno è costituite da una sorta di profonda nicchia a fondo piatto con l'unico arredo di un piccolo altare a trapezio. Nella parete di fondo è stato dipinto un affresco della Madonna con il Bambino.

### Cadeo
- Madonna Immacolata[3]

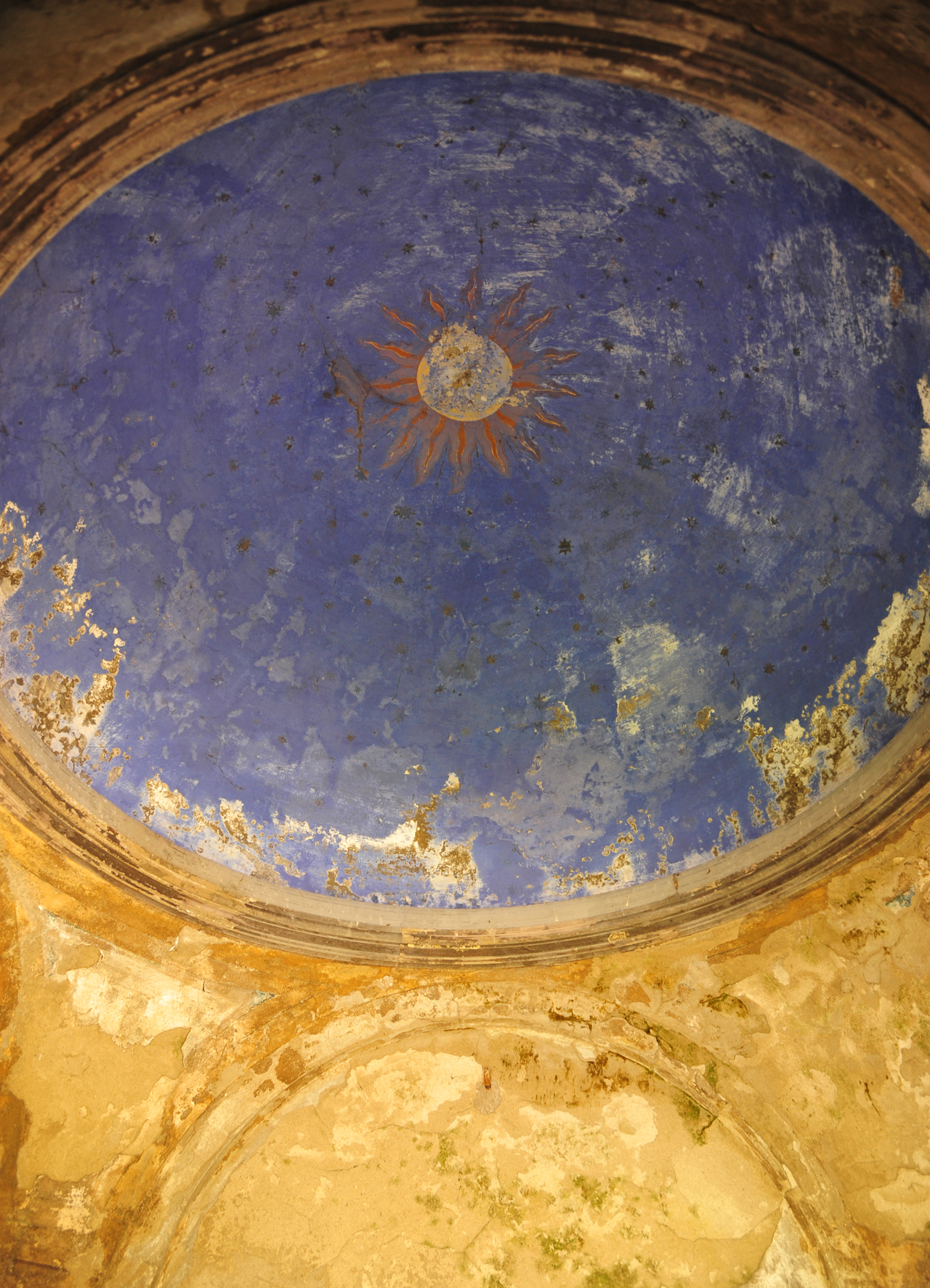
Rio Mezzano - Interno

L'edificio è costituito da un piccolo vano absidato preceduto da un portico quadrato che costituisce, per altezza e larghezza, la parte più significativa dell'architettura. All'altezza del primo capitello si sviluppano degli archi a tutto sesto. Il piccolo ambiente ha terminazione curva e il soffitto a cupola, il tutto dipinto di azzurro. L'altare è in muratura con piano in mattoni rossi. Si trova in località Triulza è ancora accessibile e lo stato di conservazione è buono.
- Madonna del Carmelo[3]

Piccola struttura d'impianto rettangolare, leggermente rialzata rispetto alla strada. Un cancello in ferro protegge l'ingresso. L'altare è addossato al muro e sulla parete di fondo è visibile un affresco, rappresentante la Madonna del Carmelo. La cappella si trova in località di Fontana Fredda, ancora accessibile e lo stato di conservazione è buono.
- Madonna Immacolata — Torrente Riglio[3]

Il mistadello è situato presso il torrente Riglio. La copertura è a capanna,con incavallatura lignea a vista. L'interno è privo di intonacatura e di elementi decorativi; l'unico arredo è costituito da un altare sorretto da pilastrini di legno con la mensa addossata alla parete, di cui riprendere la forma ricurva. La cappella venne costruita nel 1946. Questo edificio è ancora accessibile, è situato in località Grigona ed è in buone condizioni.

### Caorso
- Madonna delle Grazie[4]

Piccola struttura rettangolare, posta a un crocicchio, formata da una cella pressoché quadrata e da un portico sorretto da quattro colonne con capitelli compositi, che sorreggono gli archi ribassati e la trabeazione.
La facciata presenta un coronamento a timpano, sopraelevato rispetto al tetto retrostante, recante la scritta "AVE MARIA".
Il portico ha un soffitto a vela con profili e costoloni affrescati e decorati con motivi floreali.
L'interno è illuminato da due finestre quadrilobe. Alla parete di fondo è addossato l'altare, costituito da un basamento a tronco di piramide rovesciata e alle pareti si trovano una mensola e una nicchia.
L'intero edificio è stato restaurato in tempi recenti e nell'occasione è stato realizzato il pavimento a mattonelle bianche e azzurre.
- Madonna[4]

Struttura di piccolissime dimensioni, ma in un buono stato di conservazione.
La facciata è limitata da due pilastri angolari con mensole leggermente aggettanti che sostengono una facciata a vento triangolare.
L'ingresso è formato da due pilastrini raccordati da un arco ribassato; la struttura è particolare poiché può ospitare solo una persona di piccola statura.
Sul fondo vi è una nicchia a fondo piatto con immagini della madonna e di altri Santi.
Il mistadello era stato costruito, secondo testimonianze locali, a protezione del guado che c'era prima che venisse fatto il ponte e che comunemente in dialetto era detto zappellazzo.

### Carpaneto Piacentino
- Madonna Immacolata — Genepreto[5]

Situato in località Genepreto, comune di Carpaneto Piacentino, l'edificio è interamente in mattoni. Ha la pianta quadrata e un ampio portico sostenuto da pilastri.
Il tetto è sostenuto da una capriata a vista e il soffitto è voltato a botte, intonacato e dipinto di azzurro. Su una delle pareti laterali è situata una lapide con foto di 2 uomini di cui uno in divisa (fine Ottocento). 
Lo stato di conversazione è buono ma non è possibile accedere al mistadello.
- Madonna del Rosario — Val Segola[5]

Situata in località Val Segola, la cappella ha una pianta quadrata e due pilastri che formano un arco. L'accesso è chiuso da un cancello in ferro e vetro. L'ambiente interno è di piccole dimensioni e vi si trova una vetrinetta che ospita una statua della Madonna. Lo stato di conversazione è buono ma non vi si può accedere.
- Madonna con Bambino[5]

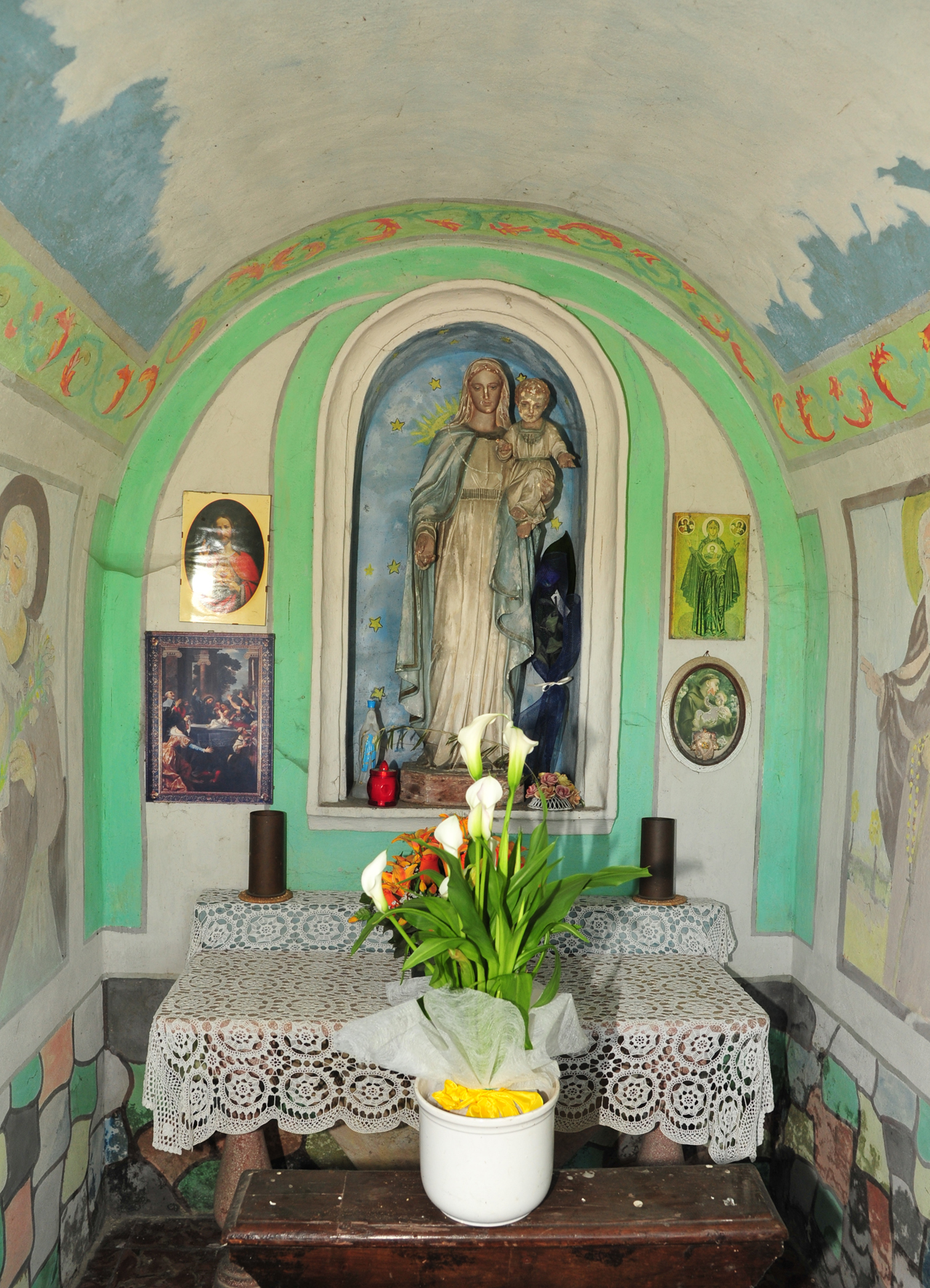
Beata Vergine Maria e San Giuseppe - Interno

Situato in località Case Nuove di Travazzano il mistadello, realizzato in mattoni, ha una pianta quadrata ed ha un ampio cancello in ferro. All'interno è presente un altare e un affresco della Madonna con il Bambino. Lo stato di conservazione è discreto e vi si può accedere.
- Madonna delle Grazie[5]

Situato in località Ciriano, la struttura si trova nel muro di una casa. All'interno la forma è rettangolare con il soffitto a botte. È presente un affresco della Vergine con il Bambino sulla parete frontale. Grazie a testimonianze locali il mistadello risalirebbe al 1800. È in buono stato di conservazione ed è possibile accedervi.
- Madonna Immacolata — Poggio Basina[5]

Situato in località Poggio Basina, il mistadello si trova su una piccola altura. La cappella è realizzata in mattoni. Salendo sette scalini si accede all'interno, voltato in botte, è molto stretto. È presente un affresco della Madonna. Lo stato di conservazione è degradato ma comunque vi si può accedere.
- Madonna con Bambino — Predaglie[5]

Situato in località Predaglie, è di forma rettangolare con un ampio portico chiusa da un cancello. Il soffitto dell'atrio è a crociera ed è presente una lapide in marmo sul pilastro sinistro. Il soffitto interno è a botte. Lo stato di conservazione è discreto ma non è possibile accedere al mistadello.
- Madonna di Caravaggio[5]

Situato in località Case Bianche, il mistadello si trova sul terrapieno di una strada privata. Il tetto è a due spioventi con una croce in ferro. Due pilastri costituiscono l'atrio. Il soffitto è a volta presenta un affresco. L'interno invece è voltato a botte. Sopra l'altare, le immagini della Madonna e di Giovannetta sono affrescate. La cappella venne fatta costruire dalla famiglia Galelli. Lo stato di conservazione è buono e vi si può accedere.
- Maria Assunta[5]

Situato in località Buffalora di Cimafava, la struttura ha una pianta quadrata e un tetto a cupola sferica. La cupola è decorata a scaglie. Un portico precede l'ingresso ed attraverso un cancello in ferro si accede all'interno di forma quadrata con soffitto a cupola. Sopra all'altare situato in fondo è presente un affresco della Vergine Assunta. Risale circa al 1900. Lo stato di conservazione è in avanzato degrado ma è comunque possibile accedervi.
- Madonna della Quercia[5]

Situato in località Ciriano, la struttura è a tempietto. Il pronao precede l'interno che è occupato per la maggior parte dall'altare, dietro a questo una piccola nicchia in cui è presente un affresco della Madonna con il Bambino Gesù. Il soffitto è a botte mentre il pavimento è rivestito da piastrelle. Il mistadello è in un discreto stato di conservazione ed è possibile accedervi.
- Madonna del Rosario[5]

Situato in località Case Gobbi, il mistadello ha una struttura rettangolare divisa in due parti da un cancelletto di ferro. La facciata è racchiusa da due pilastri mentre l'interno presenta una volta in mattoni. Il piccolo spazio racchiude appena l'altare. Sulla parete in fonda si trova un affresco dove è raffigurata la Madonna di Pompei. Lo stato di conservazione è buono e vi si può accedere.
- Madonna di Lourdes[5]

Situato in località Montanaro, la cappella viene preceduta da un atrio quadrato formato da quattro pilastri. Un piccolo ambiente voltato a botte è chiuso da un cancello in ferro. All'interno sono presenti decorazioni ed è presente un altare con base trapezoidale. La parte posteriore della cappella presenta una statua dell'Immacolata. La struttura è in buono stato di conservazione e vi si può accedere.
- Madonna Immacolata[5]

Situato in località Rezzano, la struttura a pianta rettangolare con la facciata, dove vi sono due pilastri. Attraverso una piccola apertura con un basso cancello si accede all'interno dove si trova un altare addossato alla parete. Sulla parete in fondo è affrescato un dipinto della Vergine anche se è gravemente deteriorato. Il mistadello presenta uno stato di conservazione in avanzato degrado ma è sempre possibile accedervi.

### Castell'Arquato
- Madonna Immacolata[6]

Questo mistadello è situato in località Vigostano di Vigolo Marchese nel comune di Castell'Arquato. La piccola cappella è interamente in mattoni a vista e l'impianto è suddiviso in due ambienti: un piccolo vano per l'altare ed un pronao costituito da pilastri raccordati fra loro da alti parapetti e da archi che sostengono una volta a crociera. Il tetto, a doppio spiovente, genera un timpano delineato da cornici con al centro una croce. L'ambiente interno presenta una nicchia che ospita una statuetta della vergine racchiusa in uno sportello di legno e vetro.
- Madonna[6]

Il mistadello della Madonna si trova nella località Canneto nel comune di Castell'Arquato e, pur essendo in uno stato di conservazione degradato, risulta accessibile. È sormontato da un tetto di tegole e arredato da un piccolo spazio erboso delimitato da un cancelletto; I quattro lati presentano figure di santi mentre sul fronte principale è raffigurata la vergine; sul lato opposto si intravede un santo con il giglio, identificabile forse come San Giuseppe e una Pietà ai piedi della croce
- Madonna dell'Arda[6]

Situato nella località Madonna dell'Arda, l'edificio ha l'aspetto di una chiesetta neoclassica con un frontone sorretto da colonnine a formare un piccolo portico. La facciata presenta due lesene che sorreggono la trabeazione che profila il tetto a doppio spiovente; l'interno è suddiviso in due ambienti tramite un muretto e la zona retrostante è raggiungibile mediante un ingresso laterale protetto da una tettoia metallica. L'ambiente interno presenta due volte a crociera con pavimento in cotto. Sopra un piccolo altare, un vetro protegge l'immagine della Vergine con il Bambino. La Vergine è molto venerata e ritenuta miracolosa; in particolare si ricordano due episodi, testimoniati da altrettanti dipinti all'interno che si sommano ai numerosi altri ex voto che ornano le pareti. Il primo riguarda il salvataggio di un anziano cieco precipitato da una parete rocciosa; l'altro è avvenuto nella strada antistante la chiesa che scende sulla provinciale. Il conducente di un barroccio fu sbalzato dal mezzo e rimase illeso. Un atto del 1626 attesta la donazione di un terreno fatta dai fratelli Avogadri alla comunità di Castell'Arquato e l'edificazione della cappella quasi a presidio della strada e del fiume.
- Santa Franca[6]

Il mistadello si trova nella località San Lorenzo di Castell'Arquato. La collocazione di questa cappella è particolarmente suggestiva; il sacello ha un impianto rettangolare composto da due strutture pressoché quadrate: la cella e il portico antistante generano una volta a crociera. I pilastri alla base sono raccordati da uno zoccolo in mattoni. Il piccolo vano interno è soffittato a botte e presenta nella parete di fondo alcune strutture che generano un altare a trapezio e due mensole superiori. Ad oggi è di proprietà della parrocchia e non vi è possibile accedervi, perché lo stato di degrado è in fase avanzata.
- Santa della Pace[6]

Questo mistadello è collocato nella frazione San Lorenzo di Castell'Arquato. La cappella ha pianta rettangolare con tetto a capanna; le pareti sono in mattoni a vista. La facciata ha un ingresso con arco a tutto sesto come le pareti laterali che mostrano a loro volta pilastri raccordati da archi rotondi con ghiere evidenziate. Al di sopra ci si trova in un ambiente a volta; l'altare è costituito da una mensola addossata alla parete e sorretta da due pilastrini scanalati. Il mistadello è strettamente connesso alla vita della frazione: ogni domenica infatti viene aperto e vi si celebra la messa. È di proprietà della parrocchia, ha uno stato di conservazione buono e vi si può accedere.
- Santa Croce[6]

Piccolo edificio con tetto a capanna sorretto da piccole travi in legno; muratura è in sasso intonacata e dipinta in toni pastello. L'immagine centrale mostra una croce dipinta circondata alla base da alcuni sassi, rappresentanti il Golgota.
Si pensa sia stato costruito per ricordare la presenza di un antico monastero.
- Vergine Assunta[6]

realizzato in mattoni e intonacato in rosso scuro, è caratterizzato da due semi colonne poggiate su alti plinti e terminanti con una trabeazione. Un gradino conduce all'interno il cui soffitto è a botte decorato con piccoli rosoni di colore ocra e azzurro, le pareti sono interamente affrescate. L'altare è molto semplice e sulla parete retrostante è affrescata la figura della Vergine Assunta seduta su una nube con in braccio il Bambino e nell'altra mano regge un rosario. Il capo di Maria è coperto da un fazzolettone verde come quello delle contadine. Sulla parete destra vi è l'immagine di San Giuseppe, mentre su quella sinistra la figura di San Luigi Gonzaga. La struttura è in grave degrado, mentre l'interno è stato affrescato nel 2004.
- Madonna con Bambino[6]

È addossato ad una casa colonica sita a Vigolo Marchese e vi si accede direttamente attraverso un basso cancelletto; in un secondo ambiente si trova un piccolo altare formato da due pilastri di marmo bianco sormontati da una tavola in graniglia. La parete di fondo racchiude una pala d'altare in metallo rappresentante la Madonna seduta su un trono invisibile con in braccio il Bambino; sulla destra troviamo invece San Giovanni Battista mentre sulla sinistra un frate, presumibilmente Sant'Antonio di Padova, con il saio francescano.
- Mistadello della Vergine[6]

L'edificio è molto semplice, in mattoni a vista privo di finestre e si trova a Monteraschino di Vigolo Marchese. Vi si accede attraverso un cancello di ferro dal disegno elegante, l'interno è intonacato di bianco, l'altare è formato da due sottili colonne con capitelli in cemento e sopra una tavola di marmo bianco. In esso è affrescata l'immagine della Vergine seduta su un trono invisibile identificata come la Madonna dell'Uva protettrice dei tanti vigneti della zona; fanno da sfondo all'immagine le colline arquatesi. La cappella è stata recentemente ricostruita.
- Cristo[6]

La struttura si trova all'incrocio di due strade collinari che portano a Vigolo Marchese. Realizzato in mattoni, si presenta come una grossa nicchia sormontata da un tetto; sulle pareti esterne sono presenti due grandi nicchie dove si vedono degli affreschi e l'interno è interamente occupato da un grosso altare in mattoni e cemento. La parete di fondo è affrescata con l'immagine di Cristo Crocifisso con il capo reclinato sulla spalla e gli occhi chiusi. La struttura architettonica richiama il Medioevo mentre l'affresco rimanda alla fine del XVIII secolo. Il mistadello ha svolto nel tempo un punto di ritrovo per la popolazione locale.
- Sacra Famiglia[6]

La struttura è costruita in mattoni a vista ed è formata da una piccola aula preceduta da due pilastri. All'interno della cappella vi è un altare in pietra ove è posta una piccola statua della Vergine in gesso bianco. Il soffitto è affrescato con un cielo stellato ed al centro vi è il monogramma di Cristo, sulle pareti due affreschi raffiguranti a sinistra Sant'Antonio e a destra San Luigi Gonzaga. Sulla parete di fondo una cornice di foglie e frutti dove è rappresentata la Sacra Famiglia, in sfondo un paesaggio che richiama la Palestina con case bianche e alberi di palme.

### Castelvetro Piacentino
- Cappellina della B.V. del Carmine: esterno.Cappellina della B.V. del Carmine: interno, Madonna con Bambino.Cappellina della B.V. del Carmine[7][8]

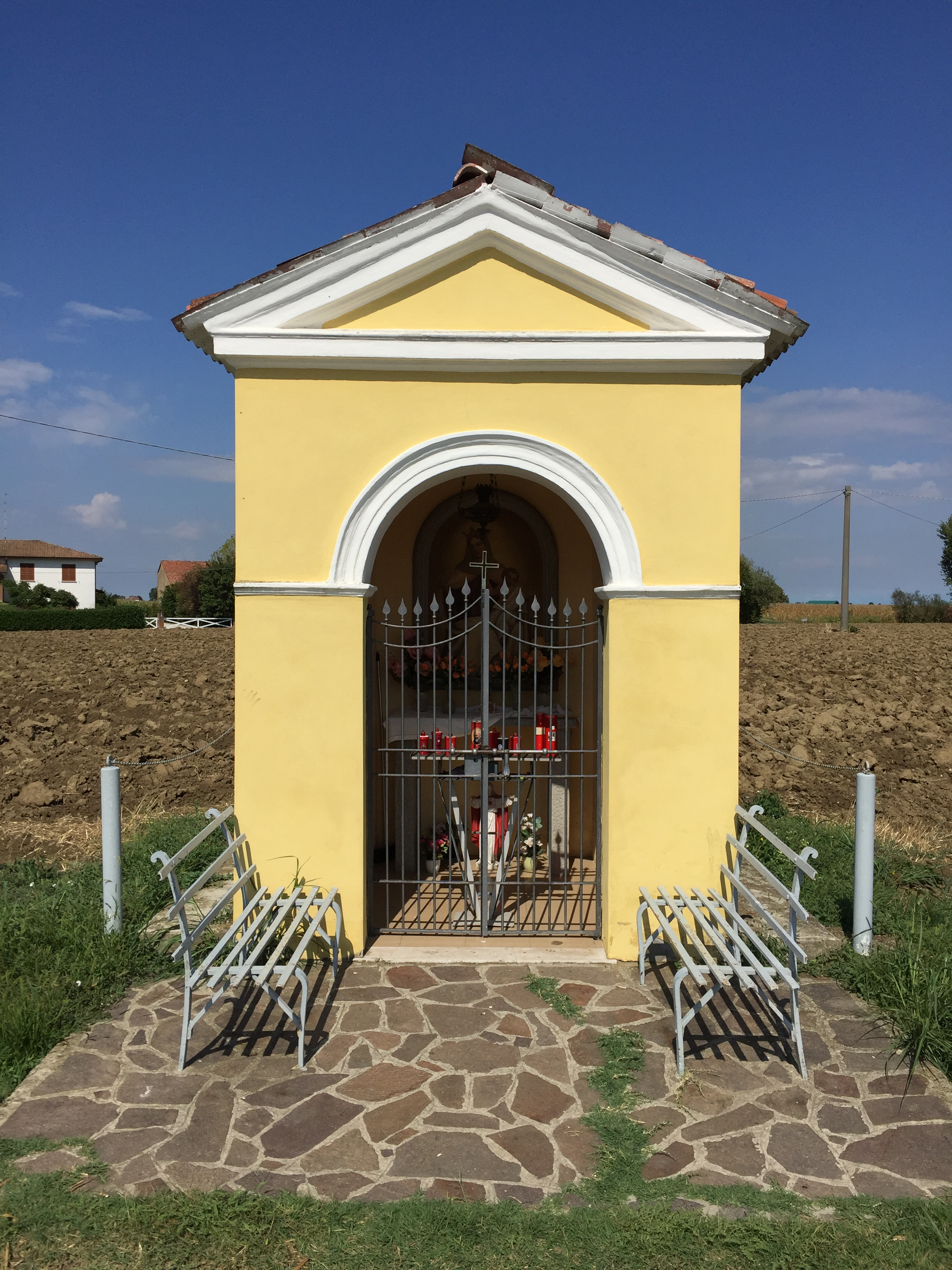
Cappellina della B.V. del Carmine: esterno.

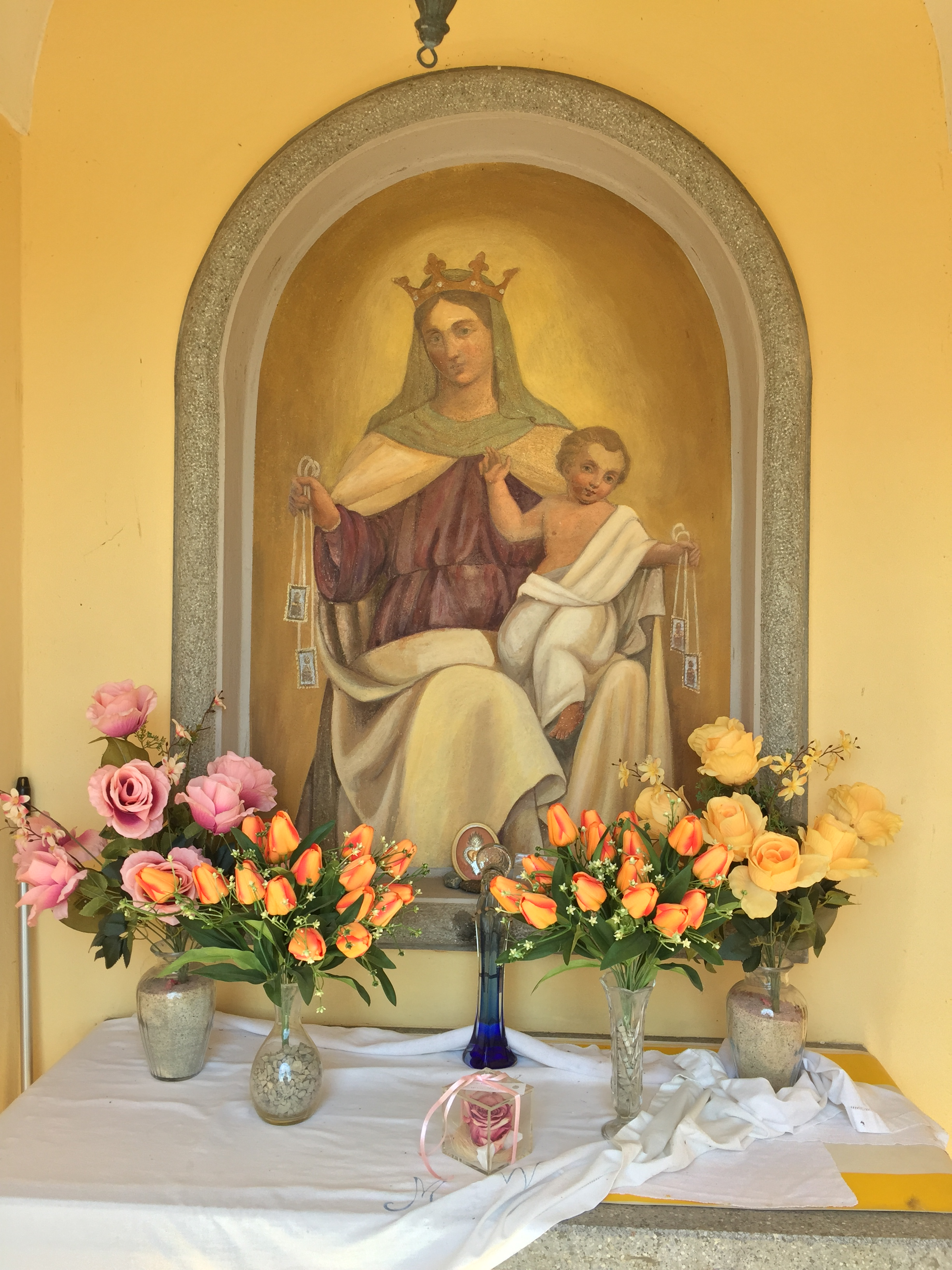
Cappellina della B.V. del Carmine: interno, Madonna con Bambino.

Si trova all'incrocio tra le attuali Via Gazzino e Via Pavesa, tra S. Giuliano e S. Pedretto. Sorge sul podere Il Torchio ed è proprietà privata della famiglia fratelli Santi. Edificata nella seconda metà del 1800, in essa è rappresentata, in un coevo affresco, una Madonna con Bambino.

### Cortemaggiore
- Madonna del Rosario[9]

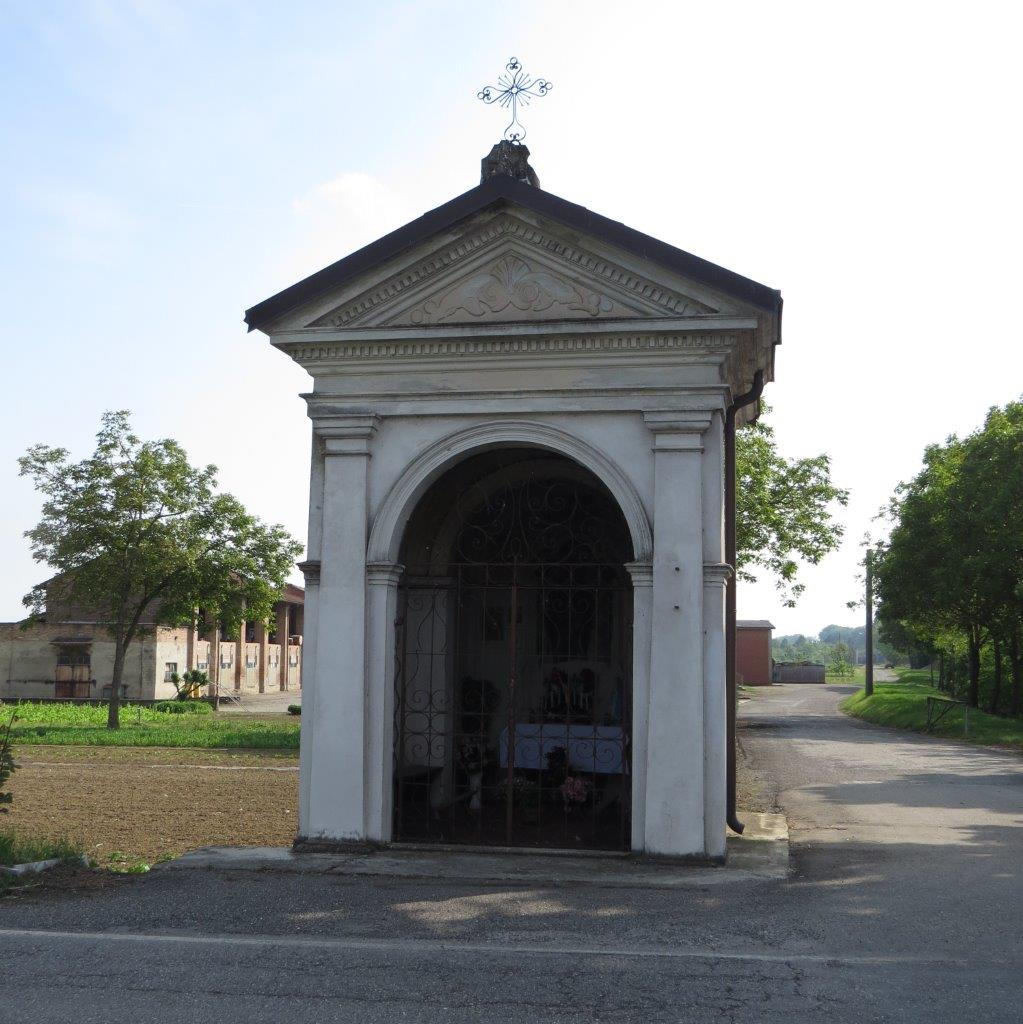
Madonna del Rosario - Cortemaggiore

Cappella di medie dimensioni in discreto stato di conservazione, situata in località Ponte Riglio all'incrocio tra la strada provinciale di Cortemaggiore con quella che costeggia il torrente Riglio. L'edificio, in stile neoclassico, ha pianta rettangolare, con tetto a doppio spiovente, in cima al quale è posta la tradizionale croce fissata su un basamento di cemento dove sono incise le lettere "S.M."; è suddiviso in un piccolo vano di accesso, chiuso da un cancello in ferro, e in una cella dedita al culto. All'interno le pareti sono interamente affrescate a finto marmo, le lunette con sottili rami intrecciati, il soffitto a cielo stellato. Sopra l'altare, costruito a sbalzo e addossato alla parete di fondo, è ricavata una nicchia nella quale è dipinta l'immagine della Madonna del Rosario, la quale, vestita con un abito rosso e un ricco mantello, regge con la mano destra il Bambino e con la sinistra il breviario; i suoi piedi poggiano sulla terra e schiacciano il serpente, mentre il Bambino regge nella mano un lungo Rosario. Il mistadello fu costruito alla fine dell'Ottocento in occasione di una moria di maiali, ora è proprietà della famiglia Maldotti.
- Madonna Immacolata[9]

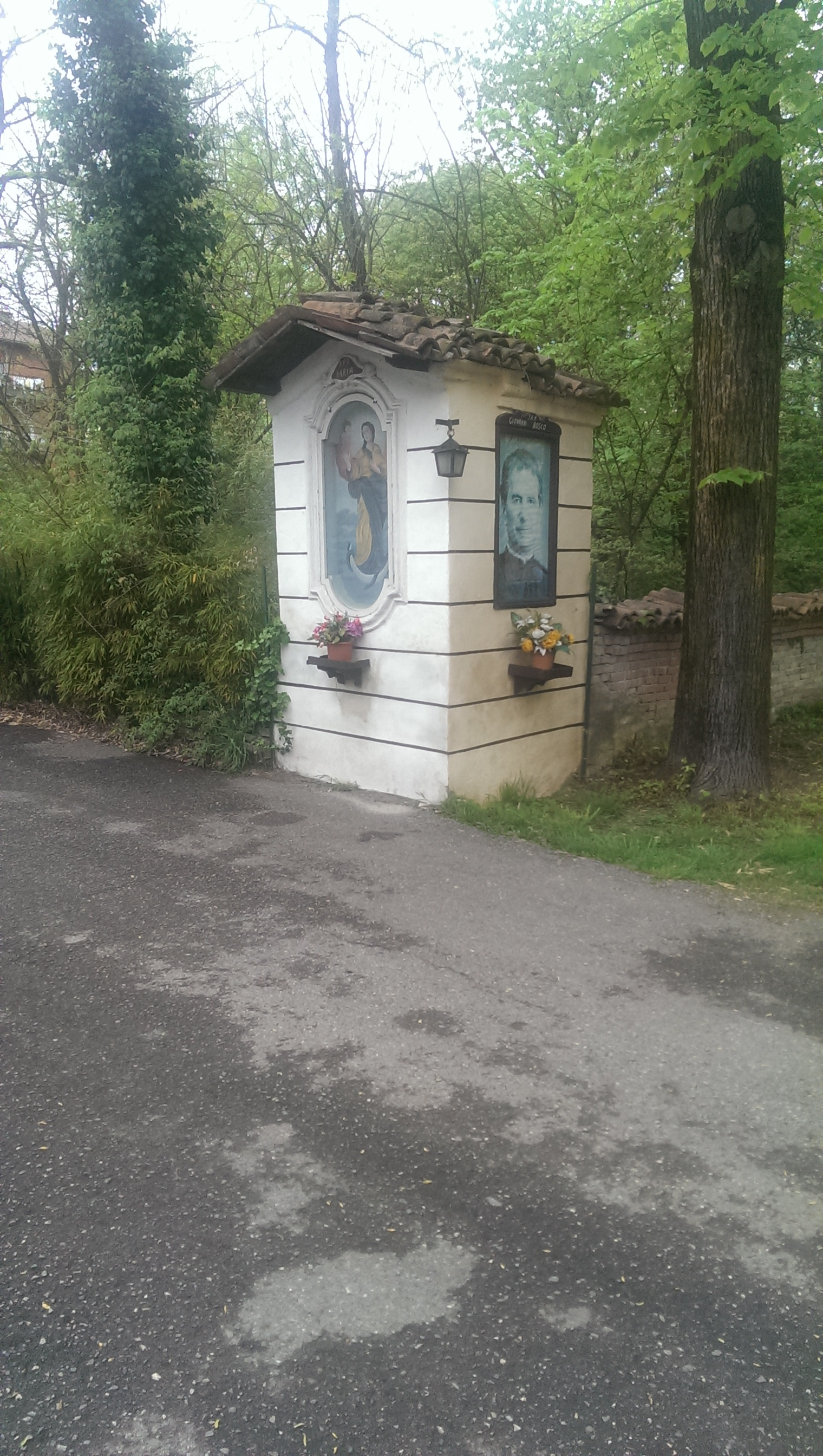
Madonna Immacolata - Cortemaggiore

Situato all'angolo di una recinzione sul viale d'accesso al convento francescano di Cortemaggiore, ha l'aspetto di una piccola edicola. La parete è interamente in mattoni intonacati e suddivisa da una serie di linee orizzontali azzurre. In quella anteriore è ricavata una nicchia all'interno della quale è affrescata l'immagine della Madonna Immacolata, sopra alla quale vi è un cartiglio con l'iscrizione Ave Maria; sotto la nicchia vi è una mensolina in legno per gli oggetti devozionali. Sulla parete rivolta verso il viale vi è una seconda nicchia con l'immagine di San Giovanni Bosco, mentre su quella opposta vi è una struttura analoga con le immagini di San Francesco d'Assisi e di San Pier Giuliani. Di proprietà dei Frati Francescani è in buono stato e accessibile.
- Sant'Antonio Abate[9]

Edicola addossata al muro divisorio fra due aziende agricole nel paese di Cortemaggiore. Se pur piuttosto degradata, è formata da una sorta di basamento con una mensola che sostiene una struttura con tetto a capanna. L'interno è costituito da una nicchia che ospita una statua in gesso raffigurante Sant'Antonio con una fluente barba, saio, mantello, che tiene in mano una croce di legno, un libro e ai suoi piedi è posata una scarsella.

### Fiorenzuola d'Arda
- Madonna delle Cinque strade[10][11]

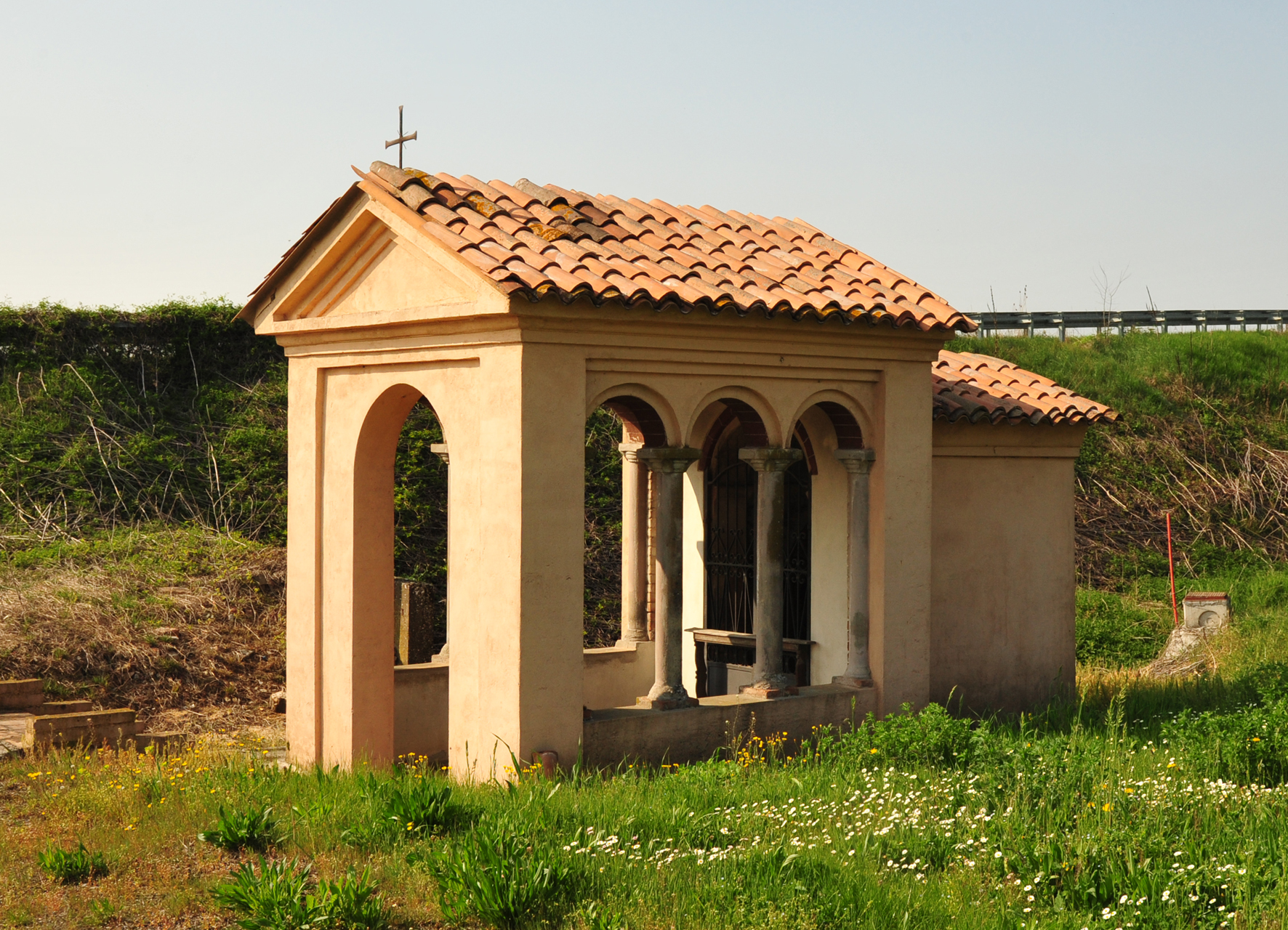
Madonna di Caravaggio - Fiorenzuola d' Arda

Situato a Fiorenzuola d'Arda è in una situazione di avanzato degrado; il piccolo edificio è collocato leggermente più in basso rispetto al livello stradale. L'esterno è composto da un coronamento superiore, a capanna, e da colonne, con imponente trabeazione, che formano l'atrio voltato a botte. Sull'estremità del tetto è posta una croce su un basamento a globo. L'ingresso avviene attraverso una vecchia porta a doppio battente e il vano interno ospita un piccolo altare sul quale, è situato uno stemma nobiliare. Sulla parete in fondo è affrescata l'Immacolata concezione; l'immagine è contornata da un drappo verde e rosso. Sulla parete di destra è affrescata l'immagine di due santi, ormai, non più identificabili. A sinistra è appena leggibile l'immagine di San Giuseppe. Il sacello fu costruito nel 1761. Le Cinque strade rappresenterebbero il punto di convergenza di cinque strade (Alseno, Lusurasco, Castell'Arquato, Vignola e Fiorenzuola D'Arda).
- Madonna di Caravaggio[11]

Situato in località San Bernardino, in una proprietà ignota, è in un discreto stato di conservazione, per cui è possibile accedere. La costruzione, realizzata in mattoni, è costituita da una cella preceduta da un atrio rettangolare. La facciata comprende due lesene che sorreggono un frontone triangolare davanti ad un ingresso ad arco. Ai lati, troviamo due trifore simili a quelle della vicina abbazia di Chiaravalle della Colomba. Sulla parete, in fondo alla cella, troviamo un affresco raffigurante la Madonna di Caravaggio e Giovannetta. Sulle superfici laterali sono rappresentati i frati, Sant'Antonio di Padova e San Bernardino da Siena; gli affreschi furono restaurati nel 1993. Il mistadello, noto come San Bernardino, è situato in un terreno un tempo appartenuto ai frati cappuccini di Fiorenzuola d'Arda.
- Beata Vergine Maria e San Giuseppe[11]

Situato in località Felina, è in un buono stato di conservazione ma non è possibile l'accesso. Posta non lontano dall'abitazione dei proprietari, la struttura è situata leggermente sotto il livello stradale e vi si accede tramite tre scalini. L'edificio è composto da un portico, formato da quattro pilastri che sorreggono la trabeazione e il timpano. Ai lati le colonne sono raccordate da un'elaborata balaustra in cemento. A fianco della volta del pronao è presente la scritta Ave Maria gratia plena ora pro nobis peccatoribus. La struttura retrostante è leggermente più bassa e formata interamente in mattoni.
Il vano di accesso è costituito da un arco ribassato, chiuso da un cancello di ferro con a fianco due lapidi. L'interno è voltato a botte, variamente profilato con motivi vegetali. Sul fondo, davanti a un dipinto del cielo stellato, è situata la statua della Madonna con il Bambino. Sulla sinistra sono affrescati San Gaspare del Bufalo e San Giuseppe con il bambino; a destra invece, Sant'Antonio abate e un paesaggio montano. Il mistadello fu edificato nel 1913. Il proprietario racconta che negli anni cinquanta i fedeli si riunivano intorno alla struttura per recitare il rosario durante il mese di maggio. Questa tradizione fu sospesa in seguito ad un grave incidente nel quale un'automobile di passaggio investì 3 persone e ne ferì molte altre. Nel 1998 un camion, facendo un'errata manovra, distrusse il portico. I familiari fecero ricostruire il portico, cercando di ricreare delle colonne molto fedeli formalmente alle originali.
- Elisa Volpi[11]

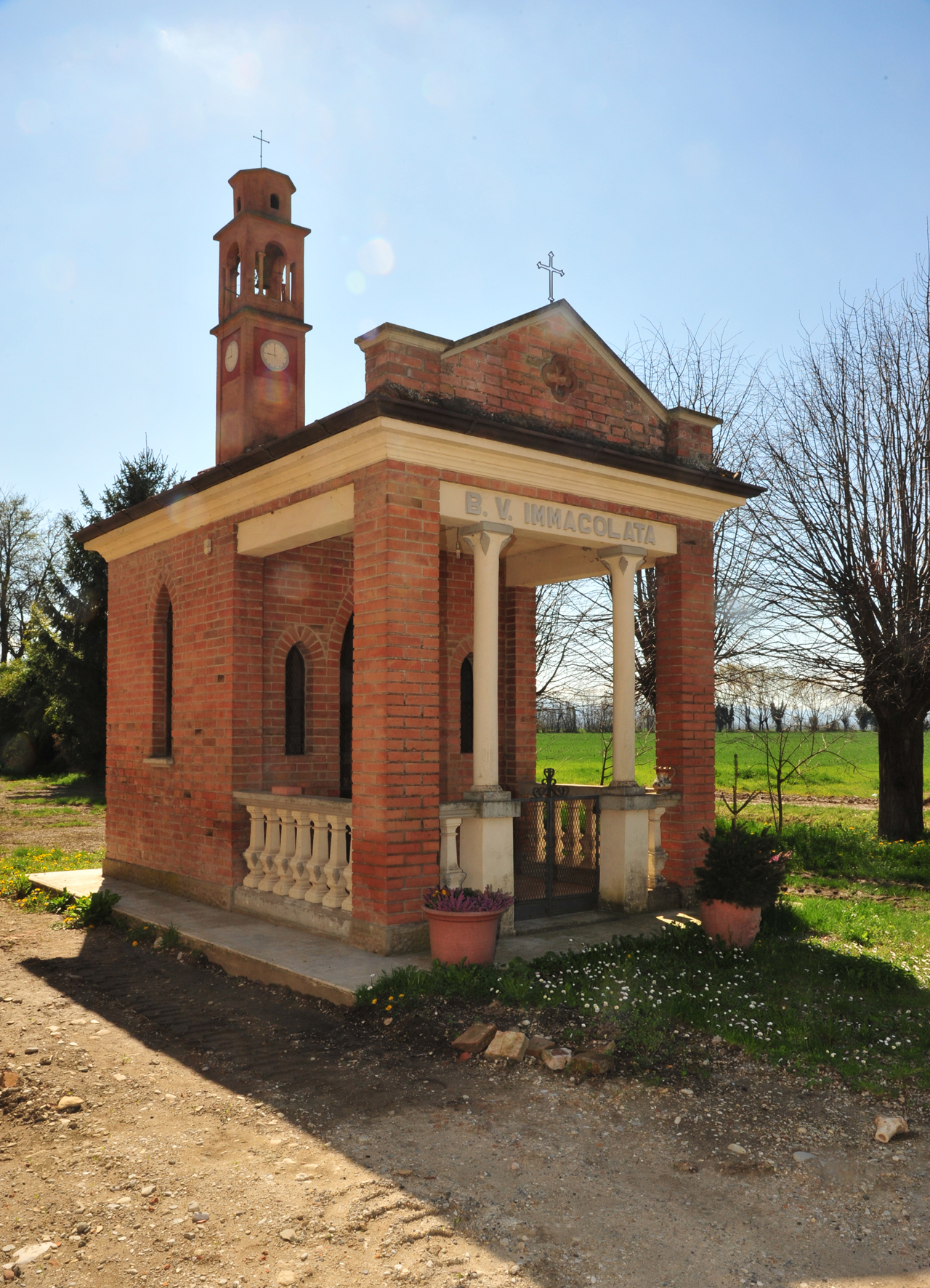
Madonna Immacolata - Fiorenzuola d' Arda.

Situato in località Rio Mezzano si trova in una situazione di avanzato degrado ma è comunque possibile accedervi. La costruzione è un tempietto a pianta centrale dalla struttura solidamente imponente, poggiata su un basamento modanato leggermente a scarpa. Nella cappella troviamo quattro pilastri angolari che delimitano le pareti sormontate da un architrave. L'intera struttura è costituita da una trabeazione e dei frontoni triangolari. I pilastri hanno, invece, una trabeazione che giunge fino ai piccoli pinnacoli torniti. La copertura a cupola, è sormontata da una stele di pietra con una croce incisa. L'ingresso è preceduto da un atrio sorretto da due colonne con basi e capitelli simili a quelli della struttura principale; esse sorreggono la trabeazione e un timpano. L'interno, voltato a cupola, mostra tracce di un dipinto blu raffigurante, forse, lo Spirito Santo; vi si accede attraverso un'apertura delineata da un arco a tutto sesto sostenuto da mensoline lievemente aggettante. Non vi sono arredi all'interno. La cappella fu costruita dai proprietari negli anni 30 del Novecento, per ricordare una loro giovane congiunta, Elisa Volpi, morta in odore di santità. La struttura architettonica e lo stile delle decorazioni ricordano la Maestà della Buffalora a Carpaneto.
- Crocefisso[11]

Situato in località Dosso, si trova in un buono stato di conservazione ma non è possibile accedere. L'edificio ha la forma di un parallelepipedo, interamente in mattoni, con pilastri angolari e frontoni triangolari a vento su ciascun lato. L'ingresso e le finestre furono realizzati seguendo lo stile neogotico. Lo zoccolo, i profili dei pilastri e gli archi rappresentano degli elementi verticalizzanti. All'interno troviamo un altare in marmo rosa ed una mensola che sostiene il Cristo bronzeo, tutto ciò davanti ad una parete in marmo rosa. I proprietari costruirono il sacello, nel 1913, per ringraziare Cristo per essersi salvati dalla caduta del granaio.
- Madonna di Pompei[11]

La cappella è composta da un vano pressoché quadrato preceduto da un pronao voltato a crociera e sorretto da alti pilastri raccordati a metà altezza da archi a tutto sesto impostati su semi colonne. Agli angoli dell'edificio due lesene sorreggono una trabeazione che corre lungo tutto il perimetro della cappella. La trabeazione è sormontata da un'altra cornice che, seguendo la linea del tetto a doppio spiovente, genera un timpano decorato da una piccola croce centrale. All'interno troviamo un altare addossato alla parete e sorretto da due elaborate colonnine in gesso; nella parete di fondo è stata ricavata una nicchia delimitata da una cornice azzurra che ospita una statua in gesso della Madonna col Bambino, in atteggiamento benedicente e che regge il globo del mondo.
- Madonna Immacolata[11]

Cappella in mattoni a vista, di impianto rettangolare, preceduta da una sorta di portico costituito da due pilastri angolari quadrati uniti alla cappella tramite balaustre in cemento. L'ampia facciata è sorretta da due colonne circolari con capitelli a tronco di piramide rovesciata che sorreggono un architrave con la scritta B.V. Immacolata. Oltre la linea di grondaia si erge un frontone triangolare con al centro un'apertura quadrilobata. Lo spazio interno è chiuso da un cancelletto in ferro e illuminato da alcune finestre ad ogiva. Il soffitto è decorato con una vistosa volta a vela dipinta, profilata da una greca rossa e costituita da costoloni a volute realizzate su uno sfondo a raggiera in varie tonalità di blu con croce centrale; anche le pareti laterali sono delimitate da una greca. Unico arredo è l'altare addossato alla parete di fondo e costituito da un parallelepipedo in cemento fiancheggiato da due colonnine, da una sottile lastra orizzontale, e decorato sul fronte da un affresco che raffigura un calice raggiato al centro di due specchiature geometriche. Sopra all'altare una mensola sembra sostenere una nicchia, circondata da una modanatura in cemento, con la statua della Madonna. La costruzione è dominata da un campanile che per tipologia è uguale a quello della Collegiata di Fiorenzuola.
- Madonna con Bambino[11]

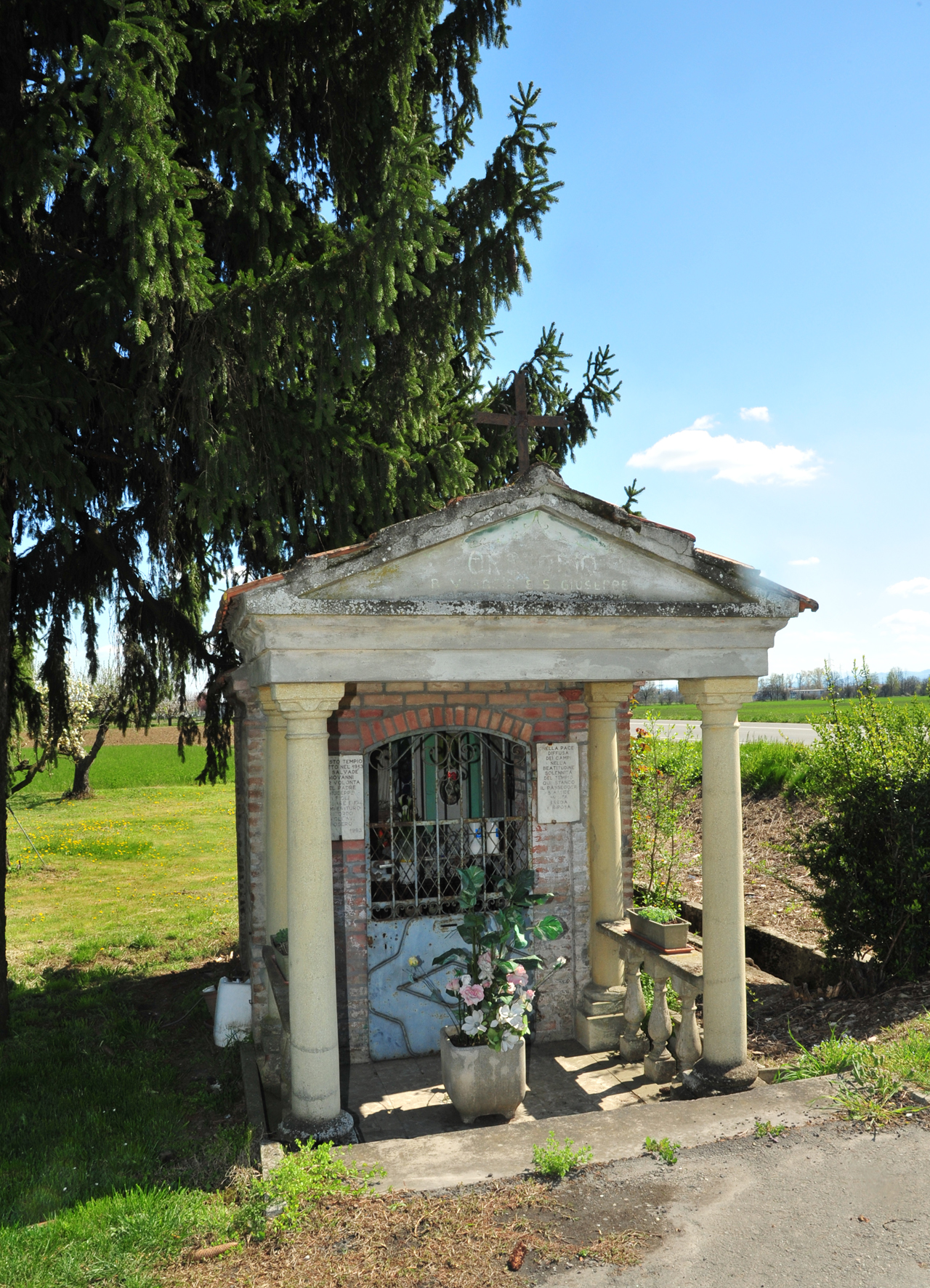
Beata Vergine Maria e San Giuseppe - Fiorenzuola d'Arda

L'edificio,in località Frascale, è posto sul ciglio della strada è interamente in mattoni a vista. Esso è costituito da una struttura pressoché quadrata, con pilastri angolari, sormontata da un frontone triangolare. La cappella è preceduta da un portico di altezza inferiore rispetto all'edificio e anch'esso con pilastri e con timpano. L'ingresso è chiuso da una porta di legno realizzata da una serie di formelle quadrate, alcune delle quali costituite da vetro in modo da realizzare la forma di una croce. Lo spazio interno è occupato da un altare addossato alla parete, formato da una mensola sorretta da due colonnine in marmo. Sul soffitto in origine affrescato, attualmente è identificabile solo l'immagine della colomba dello Spirito Santo. Nella parete di fondo è stata ricavata una nicchia, dipinta di azzurro e decorata con volute; in essa è stata posta la statua della Madonna con Bambino, accanto ad essa un'altra statua di Sant'Antonio da Padova, oltre ad un quadretto raffigurante Santa Lucia.

### Gropparello
- Madonna[12]

Nella località di Bersani, sulla strada per Lodola, troviamo una struttura piramidale in mattoni. Sul lato è stata ricavata una nicchia che ospita una statua della Madonna. La struttura è accessibile al pubblico ed è in buono stato.
- Madonna Immacolata — Binelli[12]

Nella località di Binelli troviamo un mistadello in buone condizioni ed accessibile. La cappella presenta il tipico impianto rettangolare con un fronte triangolare sorretto da due pilastri. Lo spazio interno al timpano e ornato con la scritta " Ave Maria". L'ingresso e aperto da un ampio arco che consente di accedere ad un atrio con il soffitto a volta arredato da due panche in legno. Un altro arco chiuso da un cancello in ferro dà accesso all'aula sacra, un piccolo ambiente voltato a botte e dipinto a cielo stellato. la parte di fondo è occupato per intero dall'altare. Davanti ad esso, su un basamento in legno, è posta una statua in gesso della Vergine. Costruito a spese della comunità, su un terreno franoso con la speranza che la Madonna blocasse il movimento del terreno.
- Madonna Immacolata — Lodola[12]

Nella località di Lodola troviamo un mistadello in buone condizioni, ma non accessibile. Il mistadello è di grandi dimensioni e riproduce la tipica struttura rettangolare con facciata capanna. All'interno troviamo due ambienti voltati a capanna: il primo e una sorta di atrio dalle pareti in sasso con due panche laterali in legno, il secondo e chiuso da un cancello in ferro di fattura elaborata, arredato da un altare pre-conciliare addossato alla parete. Sorretta da due colonne cilindriche e presenta una decorazione con marmi policromi, al cui centro è posto il tabernacolo. Sopra l'altare è stato ricavato una nicchia chiusa da uno sportello in legno e vetro che conserva la statua della Madonna.
- Madonna Immacolata[12]

Nella località di Ca' Lacchini troviamo una cappella, in un discreto stato di conservazione, ed è accessibile. La cappella presenta la caratteristica facciata a tempietto. L'ingresso è costituito da un arco a tutto sesto, chiuso da un basso cancello in ferro parzialmente dorato e lavorato con intreccio di rami di rose rosse che dà accesso direttamente allo spazio sacro costituito da un ambiente voltato a botte. L'unico arredo è costituito dal consueto altare a trapezio sormontato da tre digradanti verso l'alto; in una nicchia chiusa da uno sportello in legno e vetro è posta la statua della Madonna. Risale alla prima metà dell'Ottocento.
- Dedicazione sconosciuta[12]

Nella località di Valesso Sammi troviamo un mistadello in uno stato di degrado avanzato tale da rendere difficile la lettura delle caratteristiche architettoniche. Ha una struttura composta prevalentemente da grosse pietre squadrate che componevano una classica forma di cappella a pianta quadrata. 
Risale alla prima metà dell'Ottocento.

### Lugagnano Val d'Arda
- Madonna Addolorata[13]

Mistadello situato in località Buffalora. Piccolo edificio di forma rettangolare preceduto da un atrio coperto dal tetto sostenuto da due colonne. L'interno è intonacato di bianco e su una parete abbiamo la nicchia dove è contenuta l'immagine della Madonna con un pugnale infitto nel cuore e una veste nera.
- Madonna con Bambino[13]

Mistadello situato a Niviano e di proprietà comunale. Il sacello molto piccolo è situato su un muro all'incrocio di due strade, all'interno di questa costruzione di mattoni vi è una lastra di rame raffigurante la Madonna con il Bambino.
- Immacolata[13]

Mistadello situato in località Antoniano. Costruito nel 1600, non si hanno molte informazioni di questo mistadello in quanto accidentalmente abbattuto dall'autopompa dei vigili del fuoco.

### Monticelli d'Ongina
- Madonna[14]

Il sacello si trova a Monticelli d'Ongina, sul ciglio della strada che va da Piacenza a Cremona. La struttura architettonica, con tetto a capanna, è inserita nella recinzione di una villa e presenta un frontone triangolare con una "M" dipinta nel centro. L'ingresso, voltato a tutto sesto, è protetto da un cancello di ferro con piccolo soffittato a botte. La parete di fondo è interamente occupata da un altare in marmo dove, sopra di esso, è posto un dipinto su piastrelle del pittore Giacomo Malfanti che raffigura la Madonna.
- Madonna con bambino

L'edificio, tutto in cemento, appare come una piccola cella con tetto ad unico spiovente, leggermente inclinato verso la parte posteriore. L'ingresso rettangolare è protetto da un cancello in ferro e nella parte alta della facciata, si può leggere l'iscrizione " REGINA SALVACI" realizzata con la tecnica del mosaico. L'interno è costituito da un soffitto piatto, e sulla parete di fondo è posta una mensa in marmo sostenuta da due portanti in metallo. Sopra l'altare vi è un dipinto su piastrelle raffigurante la Madonna e il bambino.
- Madonna con Bambino[14]

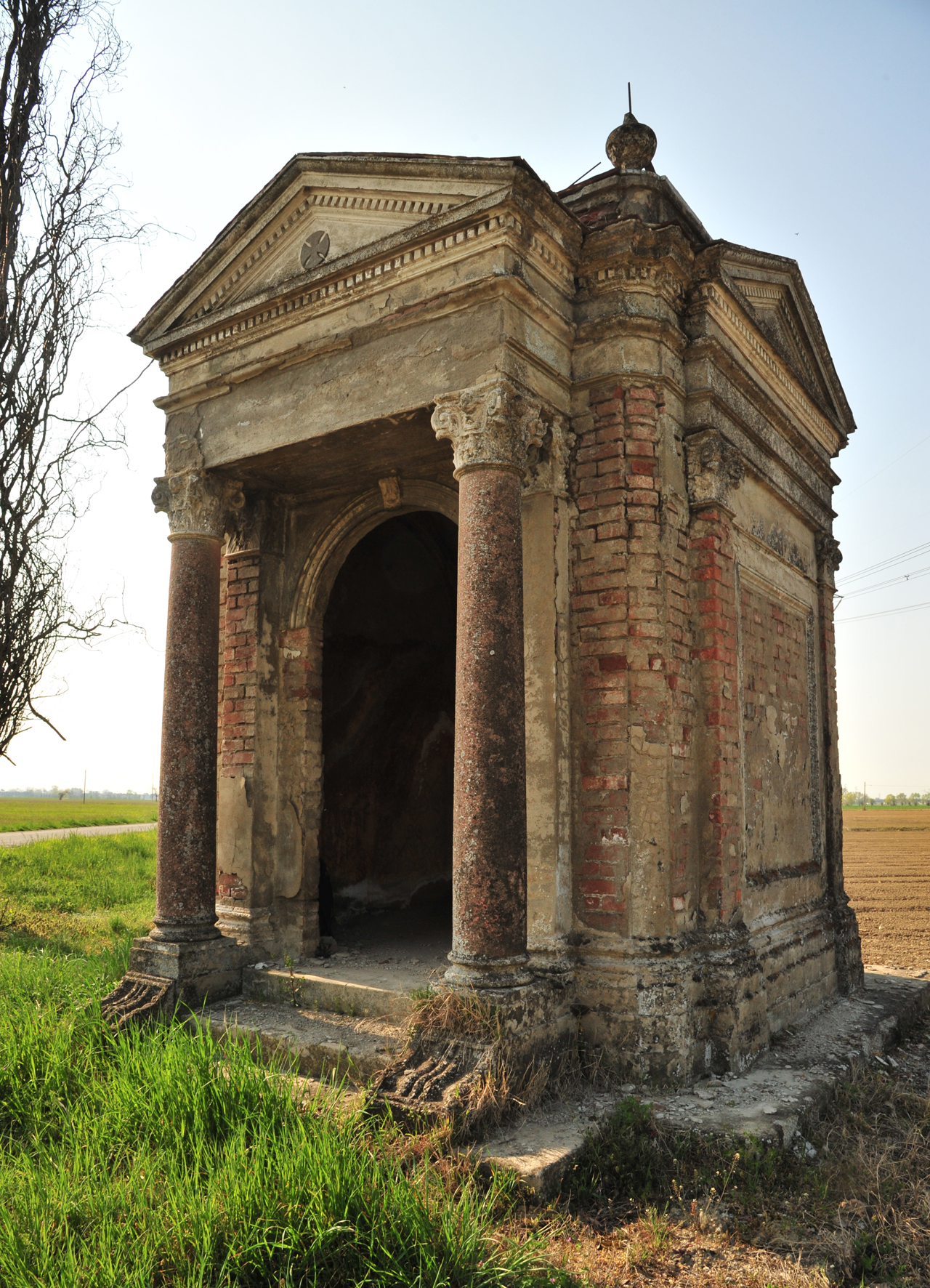
Mistadello di dedicazione sconosciuta - Fiorenzuola d' Arda

Il sacello ha la struttura architettonica che richiama gli edifici gotici per la pianta a T che genere tre edicole disposte perpendicolarmente,con tetto a doppio spiovente fortemente accentuato, alla cui sommità è posta la vecchia croce in ferro che reca la data del 1804. L'ingresso è chiuso da un elaborato cancello in ferro e vetro che ne segue la linea ad ogiva. Il piccolo interno è costituito da tre nicchie; quella sul fondo ha murata una mensola in marmo che funge da altare, sopra il quale è collocato un dipinto della Madonna con Bambino. Nelle nicchie laterali sono murate altre due mensole, di piccole dimensioni: una sostiene alcuni vasi di fiori, sopra l'altra, invece, vi è una stampa del sacro cuore di Gesù. Il mistadello in origine era collocato all'incrocio della Statale che da Piacenza va verso Cremona, successivamente, in occasione di lavori stradali fu demolito, e venne spostato sulla strada che dalla Statale va a Polignano.

### Morfasso
- Santa Filomena[15]

Ubicato in località San Michele, la struttura è costruita in pietra intonacata di bianco, ha una pianta quadrata e un ampio portico con pilastri. Il tetto a doppio spiovente genera un timpano ed è sormontato da un piccolo campanile a vela mentre il soffitto dell'atrio è a crociera. Sulla destra è stata ricavata un'apertura per le offerte. La cappella è dedicata a Santa Filomena protettrice dalla peste e dal colera; infatti nel 1855 nella valle scoppiò un'epidemia e gli abitanti di San Michele costruirono l'edificio come ex voto per proteggere il paese dalla malattia. Il giorno 11 agosto di ogni anno viene celebrata una festa di ringraziamento in onore della santa. Lo stato di conservazione è buono ma il mistadello non risulta accessibile.
- Madonna di Caravaggio — Chignoli[15]

Ubicato in località Chignoli, l'edificio è costruito interamente in pietra e si presenta a pianta quadrata con una piccola abside. Sopra l'ingresso, chiuso da una semplice porta in legno, una lastra di marmo reca la scritta: "per grazia ricevuta dai fratelli Schiavi". Il soffitto a volta è decorato al centro con la colomba dello spirito santo; sul fondo, oltre al tabernacolo in marmo venato di Carrara, troviamo una nicchia sormontata dalle lettere BBC e al suo interno si trovano le statue della Vergine e di Giovanetta. 
Sulla parte sinistra si trova una lapide commemorativa con la foto dei sei fratelli Schiavi. La cappella fu costruita come ex voto per essere tornati incolumi dalla prima guerra mondiale. Lo stato di conservazione è buono, ma il mistadello non risulta accessibile.
- San Francesco[15]

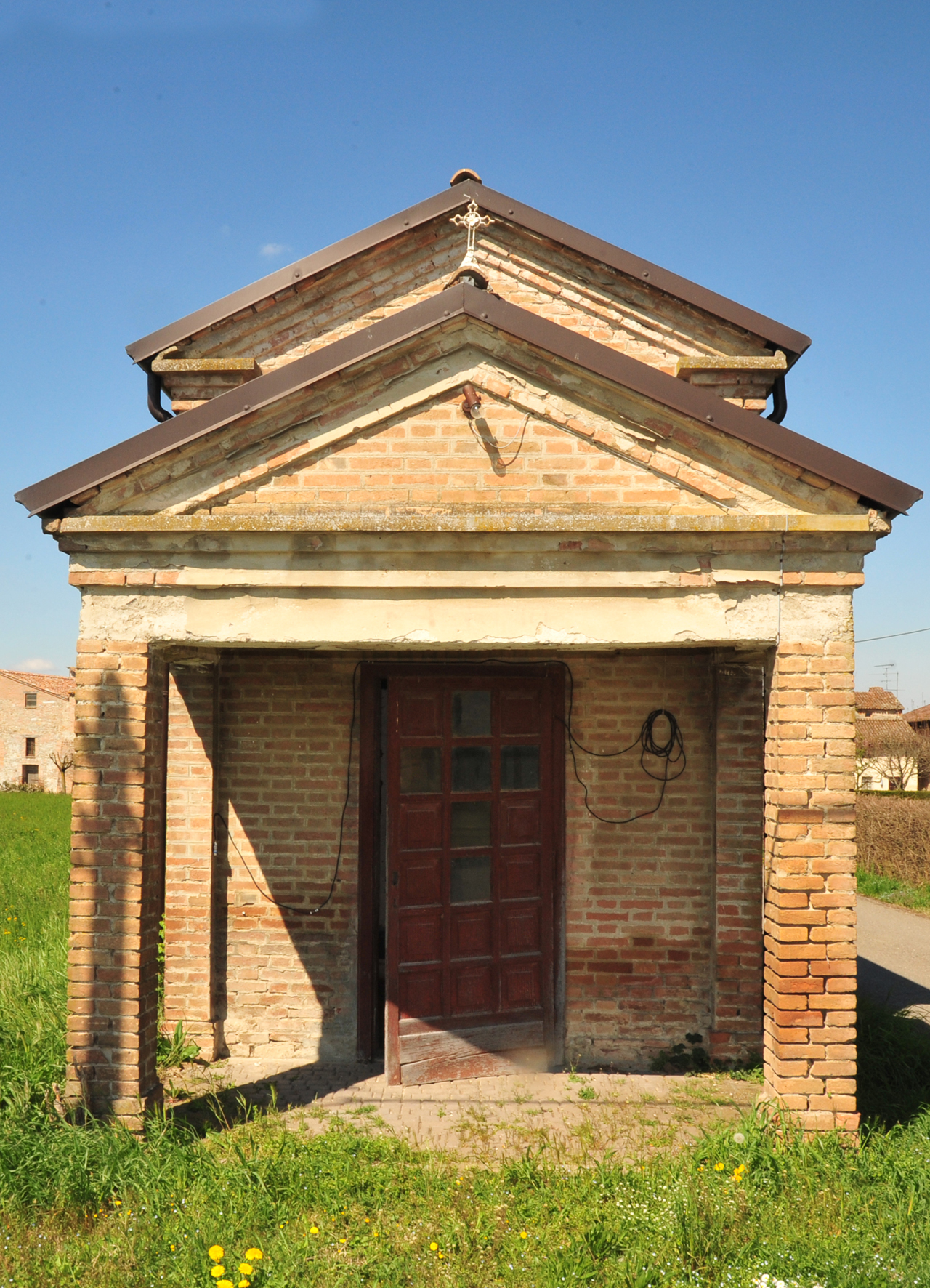
Madonna con Bambino - Frascale

Il mistadello, ubicato in località Carignone, è in buono stato di conservazione e risulta accessibile ai visitatori. La cappella, impostata su un alto basamento, ha impianto rettangolare arricchito da una piccola abside; la facciata della capanna ha un frontone a timpano leggermente rialzato e una cornice di cotto corre lungo il perimetro dell'edificio. All'interno vi è un piccolo altare e nell'abside, dipinta di azzurro e decorata con stelle dorate è ricavata una nicchia che ospita la statua del santo. Il mistadello è un ex voto fatto erigere nel 1933.
- Madonna delle Grazie[15]

Il mistadello, ubicato in località Rusteghini, risulta accessibile ed in buono stato di conservazione. La struttura, risalente al 1700 è interamente in sasso e vi si accede tramite un'ampia scala in pietra. Il tetto a capanna è sovrastato da un piccolo campanile a vela. A fianco dell'entrata vi è una formella in terracotta che rappresenta Gesù in croce e San Francesco. All'interno, sulla parete di destra si apre una finestra mentre sul fondo è ricavata una nicchia con la statua della Madonna. La Vergine è rappresentata come una popolana, tuttavia l'abito rosa pesca e il manto blu rimandano all'iconografia dell'Assunta. A sinistra della statua è collocato un tabernacolo, a destra un quadro a olio che rappresenta Gesù nell'orto dei Getsemani.
- Madonna di Caravaggio — Pedina di Sotto[15]

Il mistadello, ubicato in località Pedina di Sotto, risulta accessibile e in buono stato di conservazione.
Edificato in pietra con tetto a capanna, è dotato di ampio ingresso che occupa tutto lo spazio della facciata. L'aula interna, con soffitto a botte, presenta al centro un altare in cemento sopra al quale è ricavata la nicchia contenente la statua della Madonna con il Bambino. Sul lato sinistro della facciata è posta una lastra in marmo con la scritta: "Indulgenza Episcopale di 50 giorni a chi recita tre Avemaria - concessione vescovile 30 luglio 1923".
- Madonna del Pelizzone[15]

Il sacello, ubicato in località Casali, è in un discreto stato di conservazione. L'ingresso è protetto da un piccolo cancello in legno. La struttura è in mattoni e cemento con il tetto a capanna aggettante, quasi a formare un riparo per i viandanti. All'interno il soffitto è in legno e le pareti sono intonacate e dipinte. Sulla parete centrale è posta una statua in terracotta di una madonna in trono con il bambino benedicente e con il globo. Da testimonianze locali risulta che la scultura è una copia e che l'originale, probabilmente risalente al 1300, fu purtroppo rubata. L'aspetto generale è di abbandono nonostante l'edificio sia stato eretto in tempi non molto lontani.
- Madonna Immacolata[15]

L'edificio, ubicato in località Cà di monte, si presenta in uno stato di conservazione buono; ha una pianta rettangolare. La cappella acquista imponenza grazie alla facciata che sopravanza in altezza il resto dell'edificio. L'accesso è chiuso da un portoncino in ferro. All'interno una linea marcapiano separa le pareti laterali in sasso dalla parete di fondo e dal soffitto a botte. Il basamento dell'altare, pure in sasso, sostiene un'ampia mensa. Alla parete di fondo c'è la statua della Madonna con il Bambino, mentre alle pareti sono appesi numerosi quadretti con stampe di santi.
- San Francesco[15]

La cappella, ubicata in località Olza, si trova in uno stato di conservazione buono e risulta accessibile. Si trova sopraelevata rispetto alla strada, ed è interamente in cemento non intonacato; essa appare di impianto rettangolare, con la parete di fondo addossata ad un'abitazione e quella anteriore è delimitata da due pilastri. L'ingresso voltato a tutto sesto è chiuso da un cancello in ferro. L'interno è caratterizzato da un pavimento in mattonelle. Si nota inoltre una cornice che evidenzia l'imposta del soffitto. L'altare è costituito da un parallelepipedo in marmo. Nella parete in fondo è ricavata una nicchia, chiusa da uno sportello di vetro, che ospita una statua di San Francesco. L'attuale proprietaria, Franca Tiramani, ricorda che l'edificio fu edificato come ex voto dei familiari ritornati dalla prima guerra mondiale.

### Vernasca
- Madonna Immacolata — Trabucchi di Vigoleno[16]

Piccolo sacello situato a I Trabucchi di Vigoleno si trova in uno stato di conservazione discreto ed è possibile visitarlo.
Poggia su alto basamento in cemento. La parte superiore, chiusa da un tetto a capanna leggermente aggettante, forma una sorta di nicchia chiusa da vetri colorati, all'interno della quale è posta la statua della Madonna, ornata da una corona dorata formata da rose e con il piede poggiato sulla testa del serpente con in bocca la mela. La struttura è intonacata ed uniformemente dipinta di bianco ad eccezione delle modanature all'ingresso della nicchia che sono rosa. I proprietari lo fecero erigere come ex voto, poiché durante il periodo bellico i tedeschi diedero fuoco a tutte le case del paese; l'unica a restare integra fu la loro e grazie a questo si salvarono.
- Madonna Immacolata — Mezza Costa[16]

La struttura, situata a Mezza Costa si trova in uno stato di conservazione buono ed è possibile visitarla. Il mistadello è assai semplice in quanto formato da un unico ambiente rettangolare preceduto da una facciata a capanna, sostenuta da pilastri angolari. Un ampio arco a tutto sesto, parzialmente chiuso da una lunetta in ferro e vetro colorato, permette di accedere all'interno del piccolo atrio. L'accesso al vano è protetto da un cancello in ferro, le cui elaborate volute recano al centro le lettere "M D". L'interno, di modeste dimensioni, presenta pareti intonacate di bianco delimitate da una trabeazione che sostiene la volta a botte di contrastante colore azzurro. Addossato alla parete di fondo è visibile un piccolo altare a tronco di piramide rovesciata la cui mensa occupa l'intera lunghezza della parete, sopra di essa sono state ricavate tre mensole ad altezze diverse. Sul piano dell'altare sono poste due statue di angeli uno dei quali è identificabili come l'Arcangelo Gabriele grazie alla pergamena che stringe tra le mani mentre sulla mensola centrale è posta la statua dell'Immacolata. Il proprietario afferma che al posto della statua, precedentemente, era appeso il quadro che attualmente è visibile sulla parete sinistra: l'immagine rappresenta la Vergine Assunta. Della figura, colpiscono i toni tenui dei colori ed il velo sul capo color verde chiaro. L'attuale proprietario, fa risalire la costruzione alla fine dell'Ottocento e ricorda che venne commissionata da un emigrante.
Madonna Assunta — Bandera di Vigoleno
Il sacello, situato a Bandera di Vigoleno si trova in uno stato di conservazione discreto ma non è possibile visitarlo. L'ingresso è protetto da un cancello in ferro, ed è interamente realizzato in mattoni. Esso si mostra con pianta pressoché quadrata e tetto a capanna leggero spiovente. La facciata è quasi interamente occupata dall'arco di accesso che appare generato dai pilastri che si raccordano in un arco a sesto acuto. Il piccolo interno presenta, come unico arredo, la mensa dell'altare, addossata alla parete di fondo della quale occupa quasi l'intera larghezza; sull'altare è posta una statua della Vergine, interamente vestita di bianco e con le mani giunte. Alle pareti sono appese due vecchie stampe rappresentanti figure femminili. In origine all'interno vi era anche una tela raffigurante la Madonna di cui oggi non si hanno notizie, probabilmente rubata. La costruzione fu realizzata per volontà di una famiglia locale intorno al 1919/20.

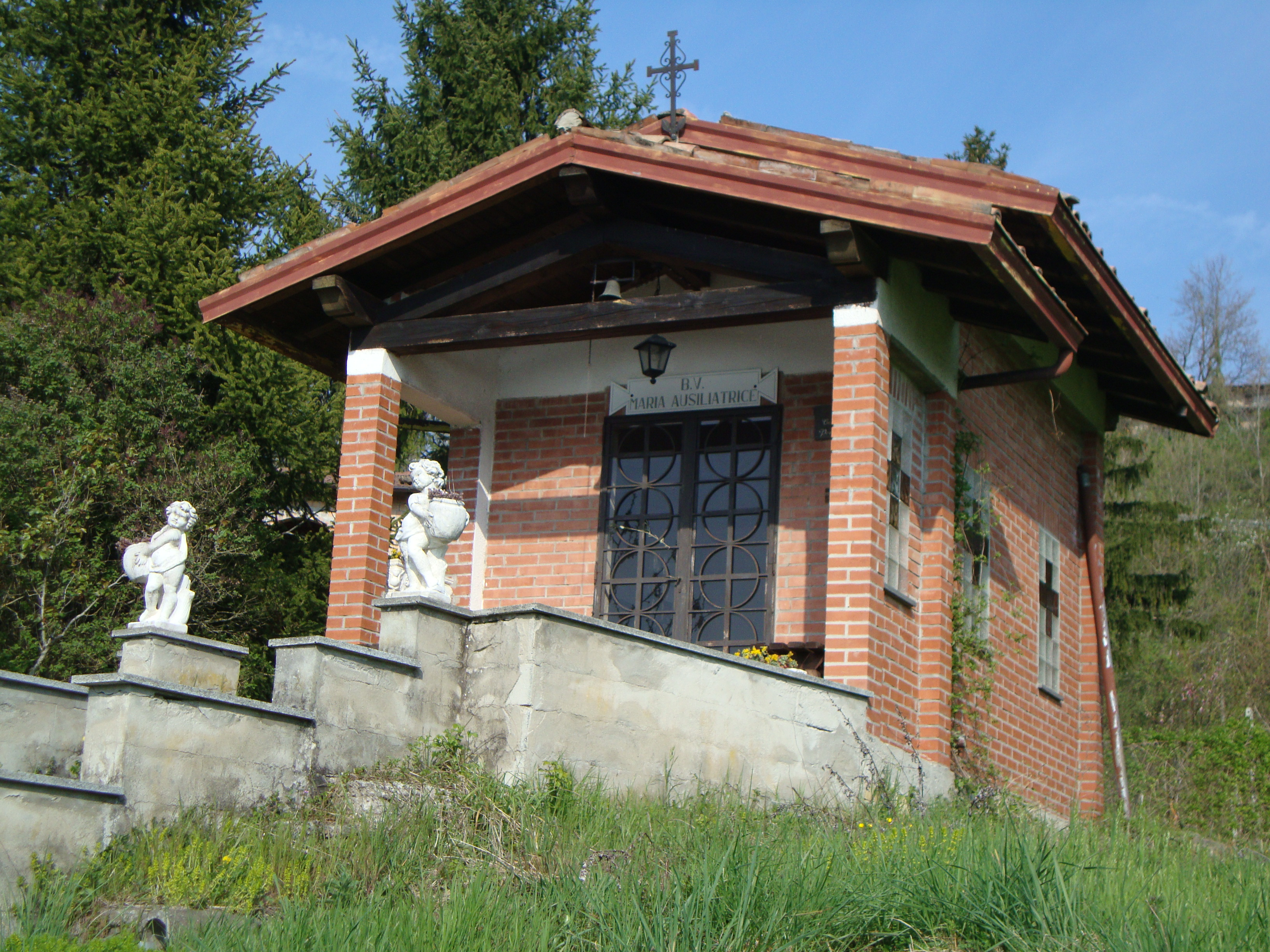
Mistadello Maria Ausiliatrice - Vernasca

- Madonna Immacolata — Groppi di Vigoleno[16]

Si tratta di un piccolo sacello, situato ai Groppi di Vigoleno si trova in uno stato di conservazione discreto ed è possibile visitarlo. La struttura è formata da una celletta quadrata preceduta da un portico sostenuto da due pilastri quadrati, con architrave, trabeazione e tetto a quattro spioventi. L'interno, delimitato da un cancelletto in ferro, è interamente intonacato e dipinto di bianco con profili azzurri. Dalla parete di fondo si stacca una mensola in cemento, con funzione di altare, sopra alla quale è stata ricavata una nicchia che ospita una piccola statua della Madonna con il Bambino, posta su basamento con cherubini. La cappella venne fatta edificare come ex voto da una donna del luogo all'inizio del 1930.
- Madonna con Bambino — Lame di Vigoleno[16]

Cappella ad impianto rettangolare, situata a Lame di Vigoleno si trova in uno stato di conservazione discreto ed è possibile visitarla. In muratura, con tetto a capanna preceduto da un portico impostato su due pilastri con mensoline a sezione triangolare che sorreggono un arco a sesto ribassato. I pilastri sono uniti alla struttura del consueto zoccolo che forma una panca. Sopra l'arco d'ingresso la scritta, a matita: 1810/ TI ARRESTO O/PASSEGER QUI/STA MARIA A LEI/DEVOTA UNA PRE/GHIERA IN VIA. L'interno è molto semplice con il soffitto voltato a botte, sostenuto da una trabeazione laterale e decorato da stelline grigie. L'altare a trapezio è addossato alla parete di fondo e sopra di esso è appesa una stampa della Madonna col Bambino, l'immagine ritrae la Madre che stringe nella mano il cuore del Figlio.
- Madonna con Bambino[16]

L'edificio situato ai Martani si trova in uno stato di conservazione buono e non è possibile visitarlo. Presenta il caratteristico impianto regolare composto da una vano chiuso preceduto da un portico aperto su tre lati da grandi archi a tutto sesto. Grazie a un recente restauro, appare accuratamente intonacato e dipinto di giallo, con gli archi profilati in cotto a vista e un fregio di colore contrastante sotto la linea del tetto a capanna. Ai lati del portico sono presenti le classiche basi in muratura da utilizzare come sedili. Il soffitto, sia del portico che dell'interno, ha le travi a vista. Superato un cancello in ferro, si raggiunge l'interno, dipinto di bianco ad eccezione della parete di fondo in sassi a vista; in essa è stata ricavata una nicchia, chiusa da uno sportello di vetro, per la statua della Madonna col Bambino. Un piccolo altare e una formella in pietra della Pietà appesa alla parete completano l'arredamento di questo vano.
- Immacolata[16]

La piccola struttura, situata a Ca' del Fava di Vigoleno, si trova in uno stato di conservazione discreto ed è possibile visitarla. Il sacello, realizzato in sassi imbiancati, ha pianta rettangolare sormontata da un tetto a capanna leggermente inclinato e ricoperto di coppi. La facciata è conclusa da un elemento sporgente che riprende il profilo ad arco dell'ampio ingresso chiuso da un portoncino in ferro. L'interno, è soffiato a botte, intonacato e dipinto di bianco; sulla parete di fondo, sopra una mensola in mattoni, vi è una nicchia protetta da una vetrinetta che ospita la statua della Madonna.
- Madonna con Bambino — Villa di Vigoleno[16]

La cappella, situata a Villa di Vigoleno, seppur in stato di avanzato degrado, è visitabile. Essa, di forma rettangolare, presenta pareti con mattoni a vista, con un semplice tetto a doppio spiovente. All'esterno la struttura si presenta con un'aula preceduta da un atrio, sorretto da quattro pilastri quadrati, raccordati da archi a tutto sesto ed uniti ai lati da due bassi muretti con funzione di sedile. La facciata è sormontata da un timpano dai profili aggettanti, al cui apice è posta una semplice croce; unico elemento decorativo è costituito da una cornice in mattoni il cui profilo è visibile anche nelle murature laterali. Lo spazio interno, suddiviso in due ambienti quadrati, è accessibile tramite un ingresso ad arco, chiuso da un cancello in ferro, che culmina in un soffitto a travi di restauro. Particolare interessante è l'altare di mattoni con basamento intonacato e dipinto da motivi astratti che richiamano un fiore a sei petali inscritto in un cerchio, il tutto sormontato da un'ampia mensa in muratura. Sulla parete di fondo, al di sopra di una mensola, si apre una nicchia, contornata da una larga cornice in gesso la cui volta è dipinta con motivo a cielo stellato; ai lati la cornice è attraversata da un nastro azzurro con l'iscrizione: "AVE O MARIA - PREGA PER NOI". Al centro è posta una statua della Madonna col Bambino: la Madre stringe in mano il cuore del Figlio, il quale a sua volta si indica il petto.
- Madonna con Bambino — Castelletto di Vezzolacca[16]

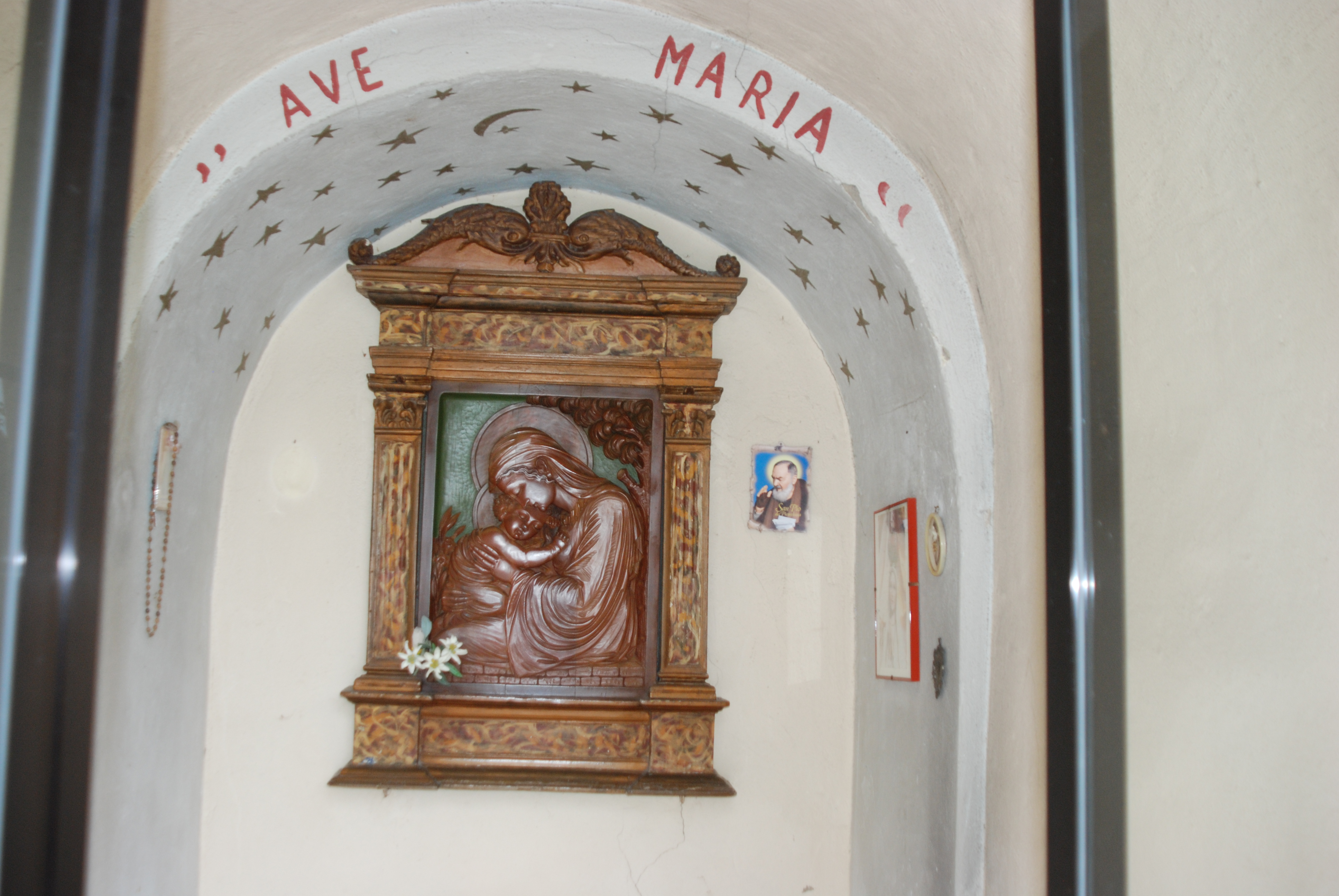
Particolare

Il piccolo edificio, situato a Castelletto di Vezzolacca, si trova in uno stato di conservazione buono e non è possibile visitarlo; è costituito da una struttura rettangolare, con tetto doppio spiovente, preceduto da una facciata sopraelevata e aperta da un ampio arco a tutto sesto. Superato l'arco di accesso si accede ad un piccolo vano, illuminato da due ampie monofore, che funge da atrio e che consente l'ingresso alla cappella mediante una porta in ferro piuttosto elaborata culminante nelle iniziali "M V" della lunetta superiore. L'ambiente interno, illuminato da due piccole bifore, è spazioso e caratterizzato dalla presenza dell'abside e dalla volta a botte. Non vi sono decorazioni parietali, tuttavia lo spazio absidato è sottolineato da una trabeazione. L'altare è sorretto da quattro colonnine in marmo e la statua della Madonna con il Bambino è conservata in una preziosa nicchia in legno dorato e vetro.
- Maria Ausiliatrice — Bravi di Vezzolacca[16]

La cappella, situata a Bravi di Vezzolacca, si trova in uno stato di conservazione buono ed è possibile visitarla; ha una struttura costituita da un ampio vano quadrato preceduto da un piccolo portico e da una rampa di scale. Ai lati dei gradini vi sono dei muretti su tre livelli, l'ultimo dei quali sostiene una coppia di angeli in gesso. L'intera struttura è realizzata in mattoni a vista e provvista di un tetto a doppio spiovente con al centro la croce in ferro. Il portico, è delimitato a destra da una parete aperta da una finestra costituita da un gruppo di mattonelle di vetro il cui colore diverso forma una croce; il lato opposto è quasi completamente aperto ad esclusione di un alto zoccolo. La porta d'ingresso, in ferro lavorato a cerchi e vetro, è sormontata dalla scritta "BV/MARIA AUSILIATRICE". A destra dell'accesso è murata invece una lapide nera che reca la scritta: "ANNO 1980/FAMIGLIA/COMINI CIRILLO/PER G.ZIA R.TA". L'interno, completamente intonacato, presenta un altare in legno ed alle pareti quattro mensole che sorreggono alcune statue. Posizionata in corrispondenza dell'altare si trova la statua della Madonna col Bambino; sopra di essa è appeso un crocefisso in legno. Ai piedi della Vergine vi sono altre tre piccole statue di Santi che costituirebbero il primitivo arredamento della cappella. Gli altri santi testimoniati sono SAn Francesco d'Assisi, San Giuseppe e Santa Rita.
- Madonna Immacolata[16]

Si tratta di un cippo posto nelle immediate vicinanze dell'abitazione dei proprietari. Esso è costituito da un basamento di grosse pietre squadrate sormontato da un piano aggettante e da una struttura in mattoni con tetto a doppio spiovente. All'interno è stata ricavata una piccola nicchia, chiusa da uno sportello in vetro, entro la quale, su una piccola mensola, è custodita la statua della Madonna.
- Madonna delle Grazie[16]

La cappella ha una struttura molto semplice, rettangolare, con il tetto a doppio spiovente ed è preceduta da una facciata leggermente sopraelevata, priva di decorazioni ad esclusione di due piccole mensole, appena pronunciate, poste a sostegno dell'arco d'ingresso. Superato un cancello in ferro si accede ad un vano voltato a botte e sottolineato da una cornice marcapiano. Alla parete di fondo è appeso un dipinto su tela, purtroppo molto degradato, che raffigura l'immagine della Madonna col Bambino.
- Maria Ausiliatrice[16]

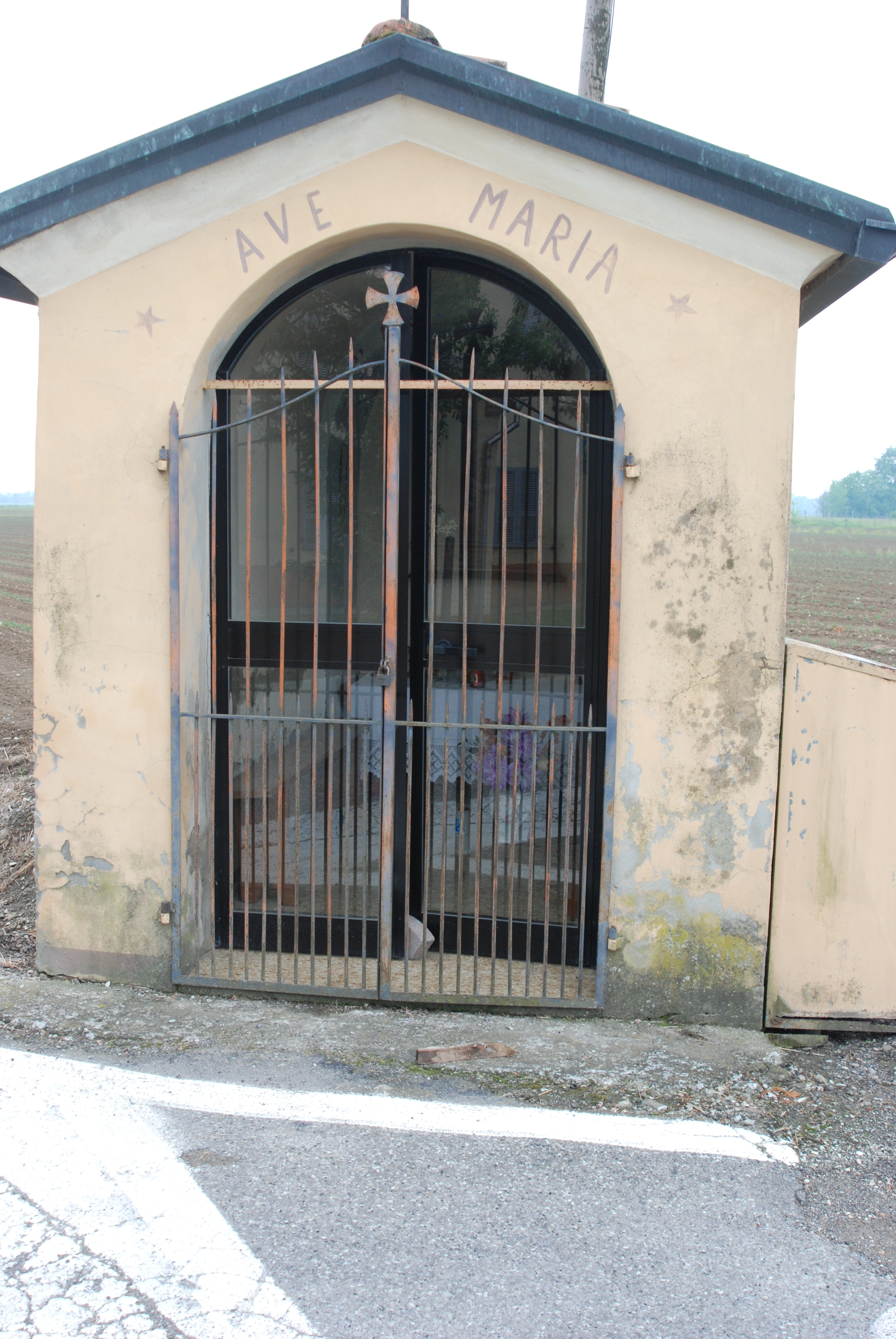
Esterno del mistadello

Questa cappelletta ha una semplice struttura rettangolare interamente costruita con grosse pietre squadrate sormontate da un tetto a capanna rivestito da ciappe locali. La facciata è sormontata da un timpano di dimensioni più elevate rispetto al resto della struttura e da una croce in pietra. Superato un piccolo gradino e un cancelletto in legno, si accede all'interno, dipinto di bianco e decorato sobriamente da una cornice all'imposta della volta a botte che costituisce il soffitto. L'altare è composto da un piano a semicerchio sorretto da due mensole addossate alla parete di fondo; sopra di esso è stata ricavata una nicchia chiusa da uno sportello in legno e vetro all'interno della quale è posta la statua della Madonna col Bambino, accanto ad essa vi è inoltre una statuetta del Sacro Cuore di Gesù.
- Madonna di Lourdes[16]

Si tratta di un pilastrino in mattoni dalla struttura quadrata sormontata da una sorta di cuspide formata da tre piani digradanti e da una sottile croce in ferro. All'interno è stata esposta alla venerazione la statua della Madonna di Lourdes.
- Madonna Assunta[16]

La cappella è stata costruita quasi a ridosso di un'abitazione e presenta una pianta quadrata caratterizzata da forte sopraelevazione dell'alzato. La muratura è stata realizzata quasi interamente in pietra ad eccezione di alcuni particolari in mattoni. Anche l'interno si mostra in pietra a vista ed è arredato da un altare a trapezio in mattoni. Nella parete di fondo è stata ricavata una nicchia, chiusa da uno sportello in legno e vetro, che accoglie la statua della Madonna.
- Madonna[16]

La piccola costruzione è posta all'estremità di un piano di cemento che si sviluppa sul lato dell'abitazione dei proprietari; essa è costituita da un parallelepipedo in pietra a vista con terminazione a capanna. Sul fronte è stata ricavata la nicchia che ospita la statua della Madonna.
- Madonna di Fontanellato[16]

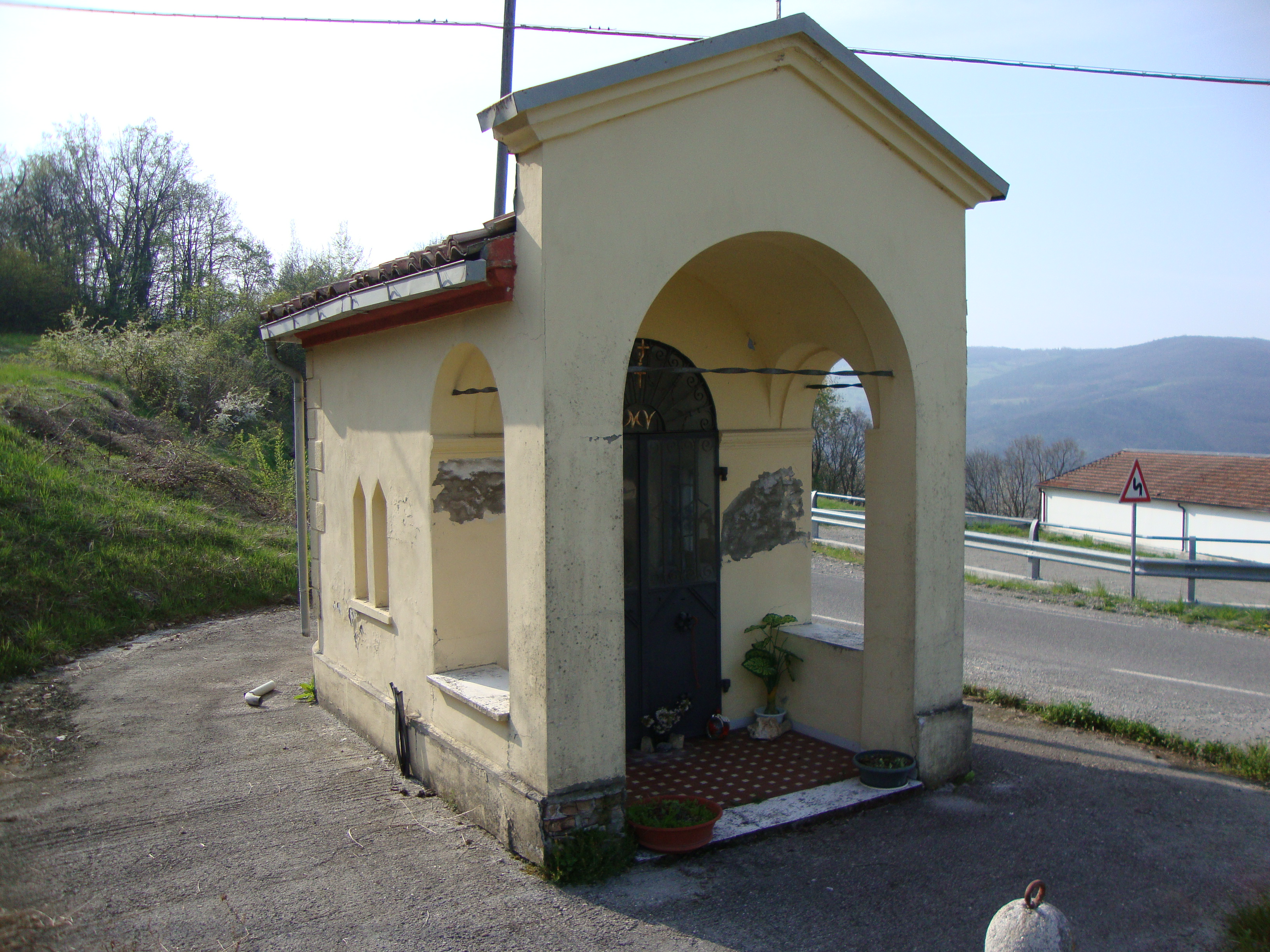
Madonna con Bambino - Castelletto - Vernasca

La cappelletta si trova sopraelevata rispetto alla strada e vi si accede tramite una scala in pietra, dall'andamento sinuoso, che culmina direttamente nel pronao. Il piccolo edificio, interamente intonacato e dipinto di bianco, ha impianto rettangolare formato da una cella preceduta da due pilastri e sormontata da un tetto a doppio spiovente. L'interno è quasi interamente occupato dall'altare formato da due montanti in muratura e da una lastra orizzontale che sorregge un piccolo tabernacolo. Nella parete di fondo è stata ricavata una nicchia, dipinta di giallo e preceduta da una mensola, che ospita la statua della Madonna di Fontanellato.
- Madonna Immacolata[16]

La cappelletta, ad impianto rettangolare, è costruita in sasso; le pareti sembrano proseguire direttamente nel tetto coperto dalle tradizionali ciappe. Il fronte è quasi interamente aperto verso l'interno e culmina in un arco a tutto sesto intonacato e dipinto di bianco. All'interno le pareti in pietra culminano con una cornice marcapiano sulla quale si imposta la volta a botte intonacata di bianco. La parete di fondo è interamente intonacata e ad essa è addossato l'altare in muratura dipinto di bianco, sopra al quale è stata ricavata una nicchia, chiusa da uno sportello di vetro, che conserva una statuetta raffigurante Gesù del Sacro Cuore e accanto la Madonna Addolorata. Alle pareti sono appese stampe a soggetto sacro.
- Pietà[16]

Addossato al muro di un'abitazione, il mistadello è costituito da una struttura quadrata con tetto a unico spiovente. L'interno, voltato a botte, è interamente occupato dall'altare in cemento, addossato alla parete, sopra al quale è stata ricavata una nicchia che ospita una statuetta rappresentante la Pietà.

### Villanova sull'Arda
- Madonna del Rosario[17]

Si trova a Cignago, nel comune di Villanova, lo stato di conservazione è buono ed è accessibile. La cappella presenta la consueta tipologia del tempio con due lesene che sostengono una trabeazione e un timpano leggermente aggettante alla cui sommità è posta la croce. L'ingresso è costituito da un arco a tutto sesto e protetto da un cancello di buona fattura. L'aula interna presenta un soffitto a volta oltre a pareti intonacate e arricchite, su entrambi i lati, da finte cornici. Nella parte alta delle pareti corrono una cornice marcapiano ed altre decorazioni con greche neoclassiche a monocromo. Il pavimento risale all'epoca di costruzione della cappella. Al centro della parete di fondo è posto l'altare in cemento e sopra di esso la nicchia che accoglie la statua della Madonna con alla sommità l'scrizione dipinta "AVE MARIA". La cappellina fu fatta costruire per volere dell'allora parroco don Agostino Lombardi nel 1690, questa data è ricordata da un'iscrizione in marmo posta alla base della nicchia.
- Madonna del Grano[17]

Il mistadello si trova nel comune di Villanova, lo stato di conservazione è buono ed è accessibile. La cappella è stata costruita sull'argine di una strada sterrata che porta ad un'azienda agricola e vi si accede salendo otto gradini. La struttura ha la classica tipologia del tempio, realizzato in travertino, aperto su tre lati con il tetto a doppio spiovente. La parte antistante è costituita da pilastri raccordati da un arco a tutto sesto che ai lati genera due aperture. All'interno, sulla parete di fondo, campeggia l'immagine in cotto della Madonna con il Bambino, circondati da spighe di grano.

## Galleria d'immagini

Mistadelli in Val d'Arda (PC)
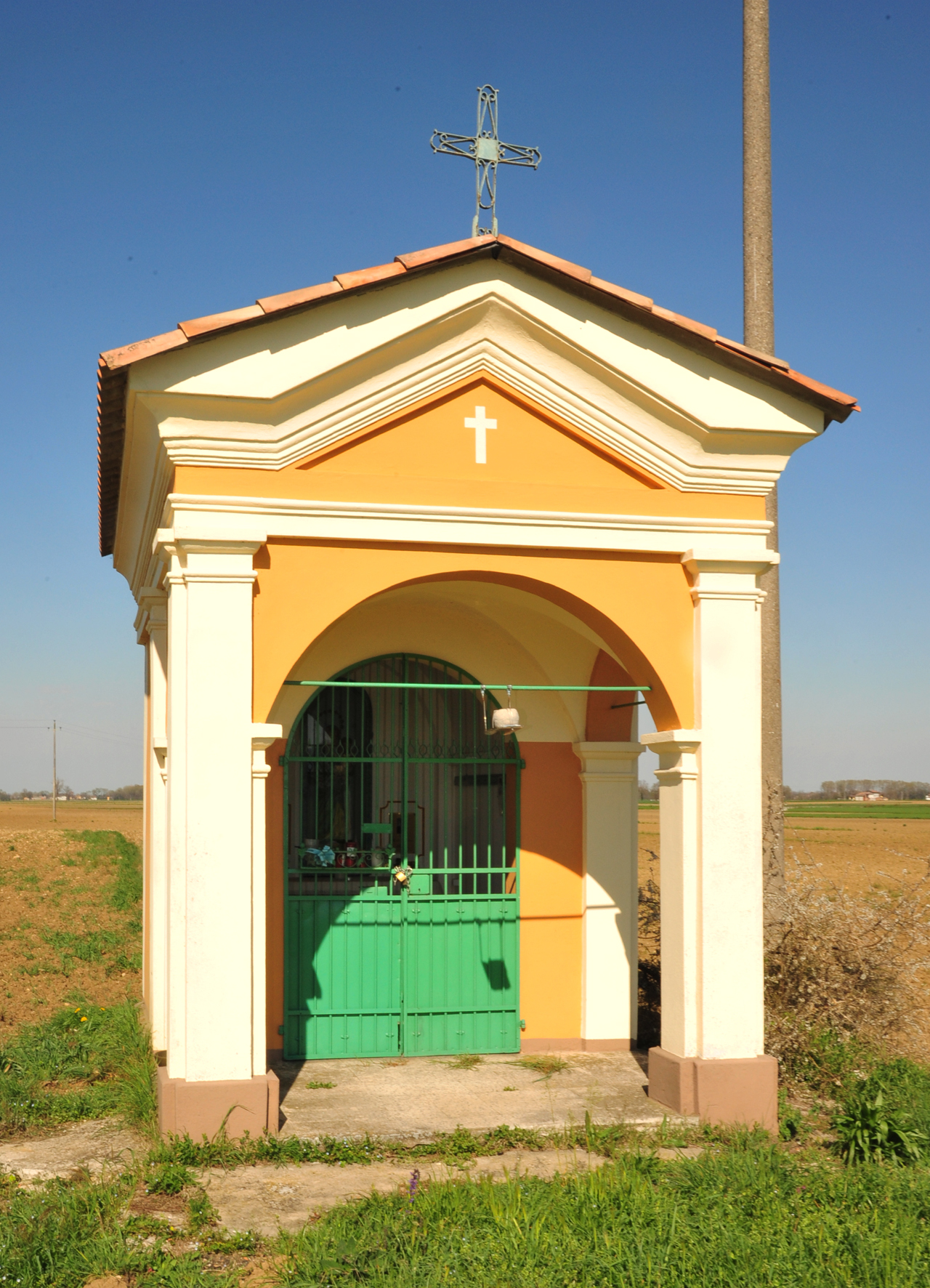
Madonna di Pompei - Frontale
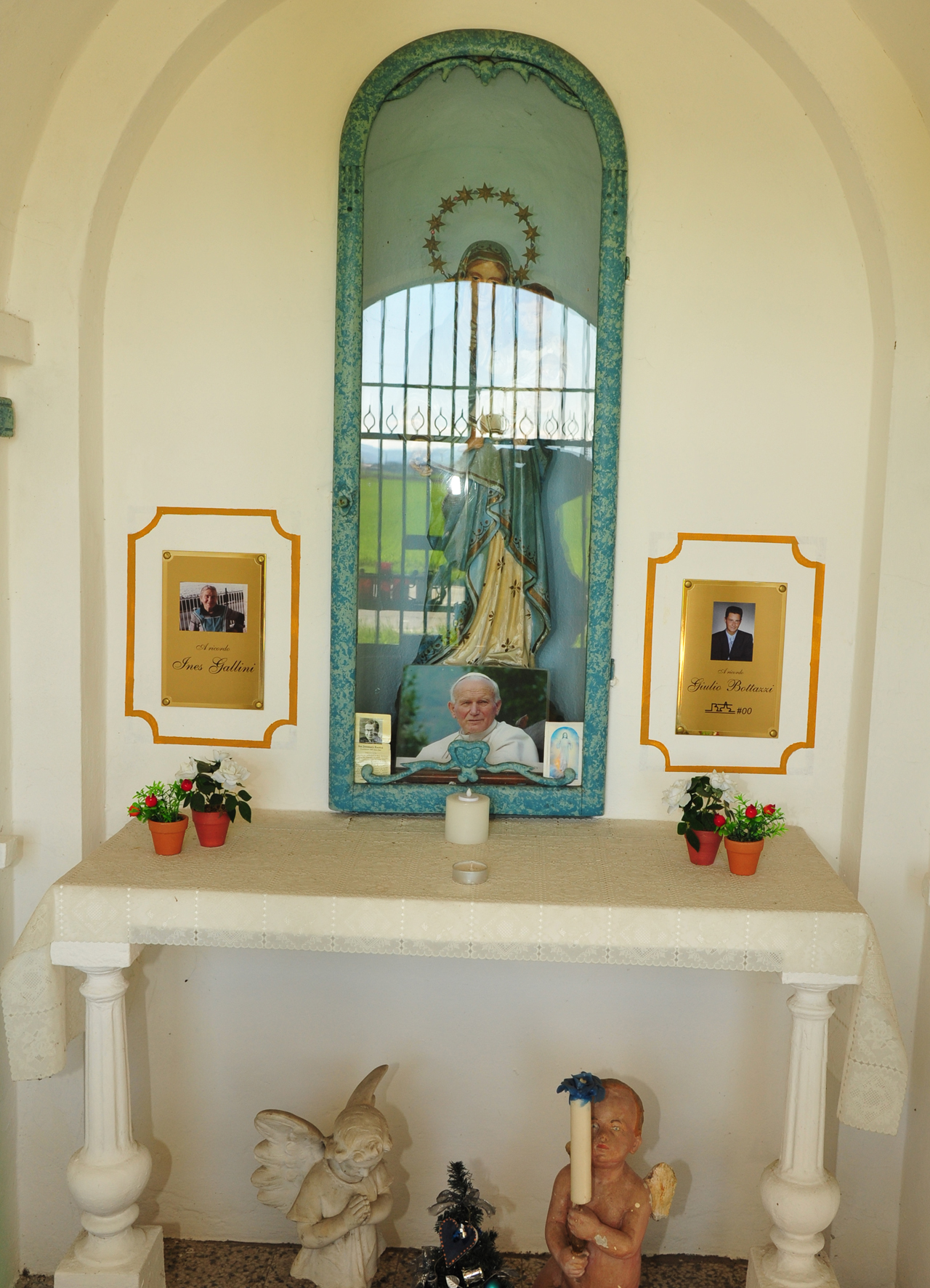
Madonna di Pompei - Interno
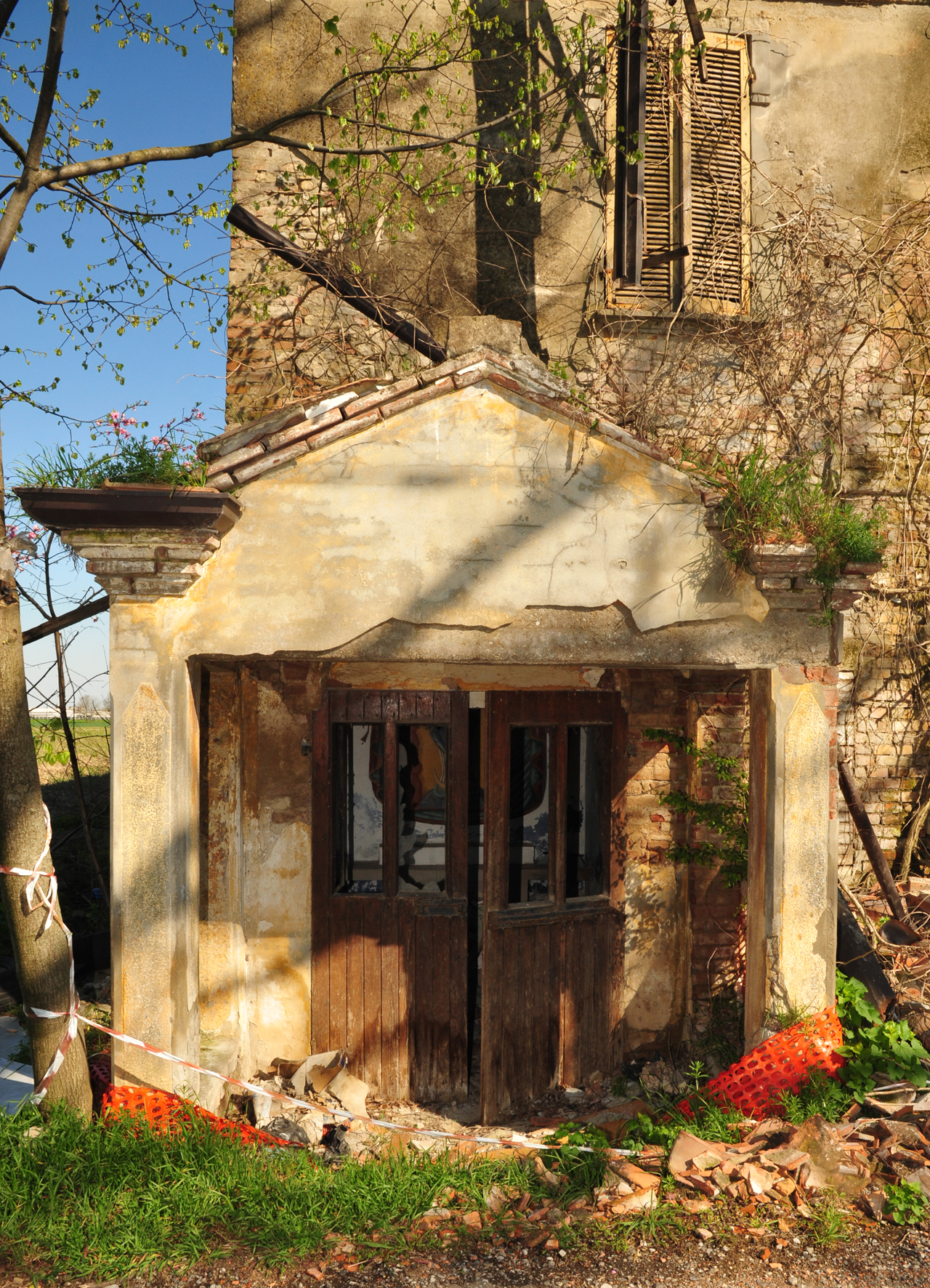
Madonna 5 Strade - Esterno
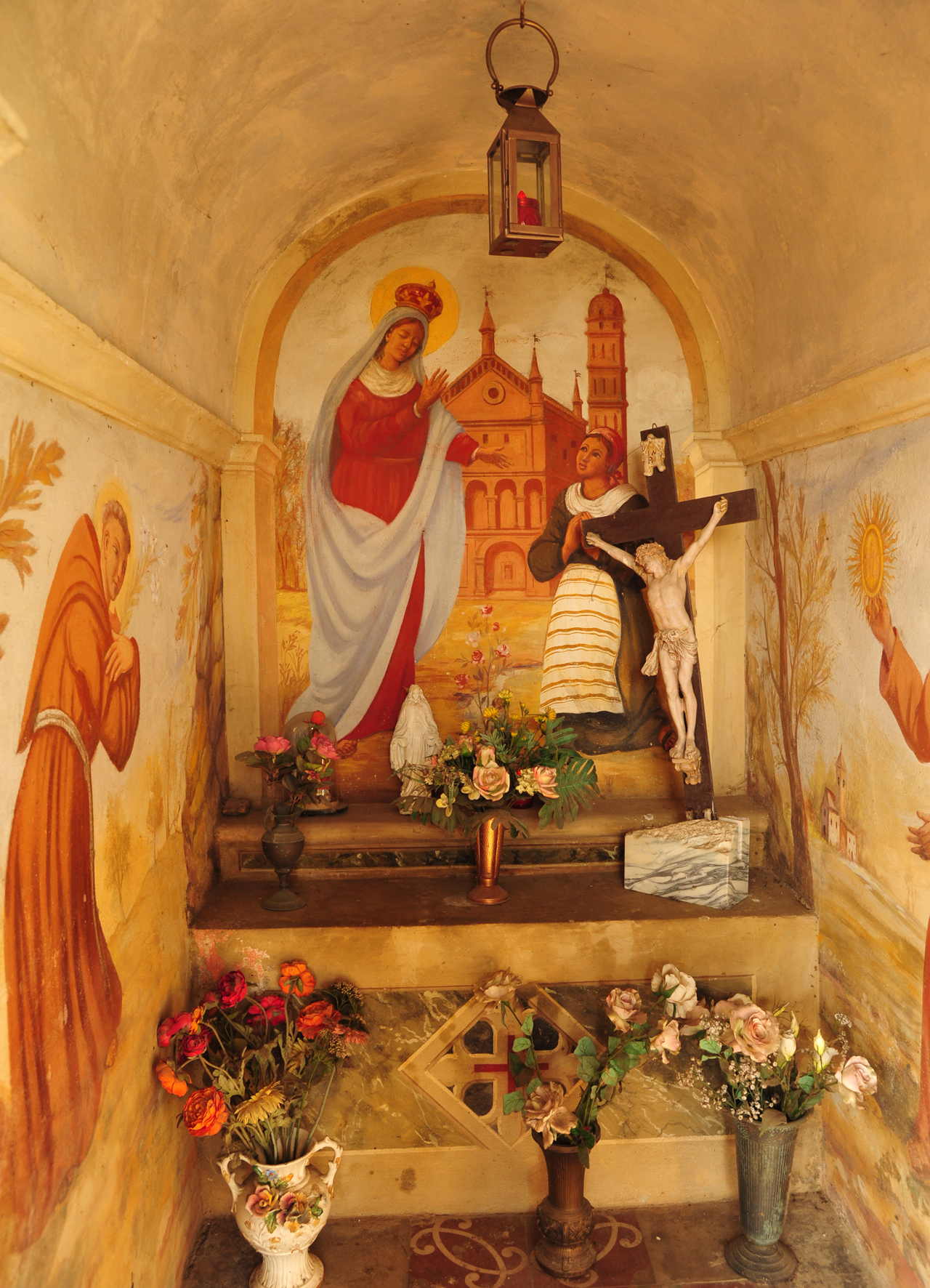
San Bernardino - Particolare
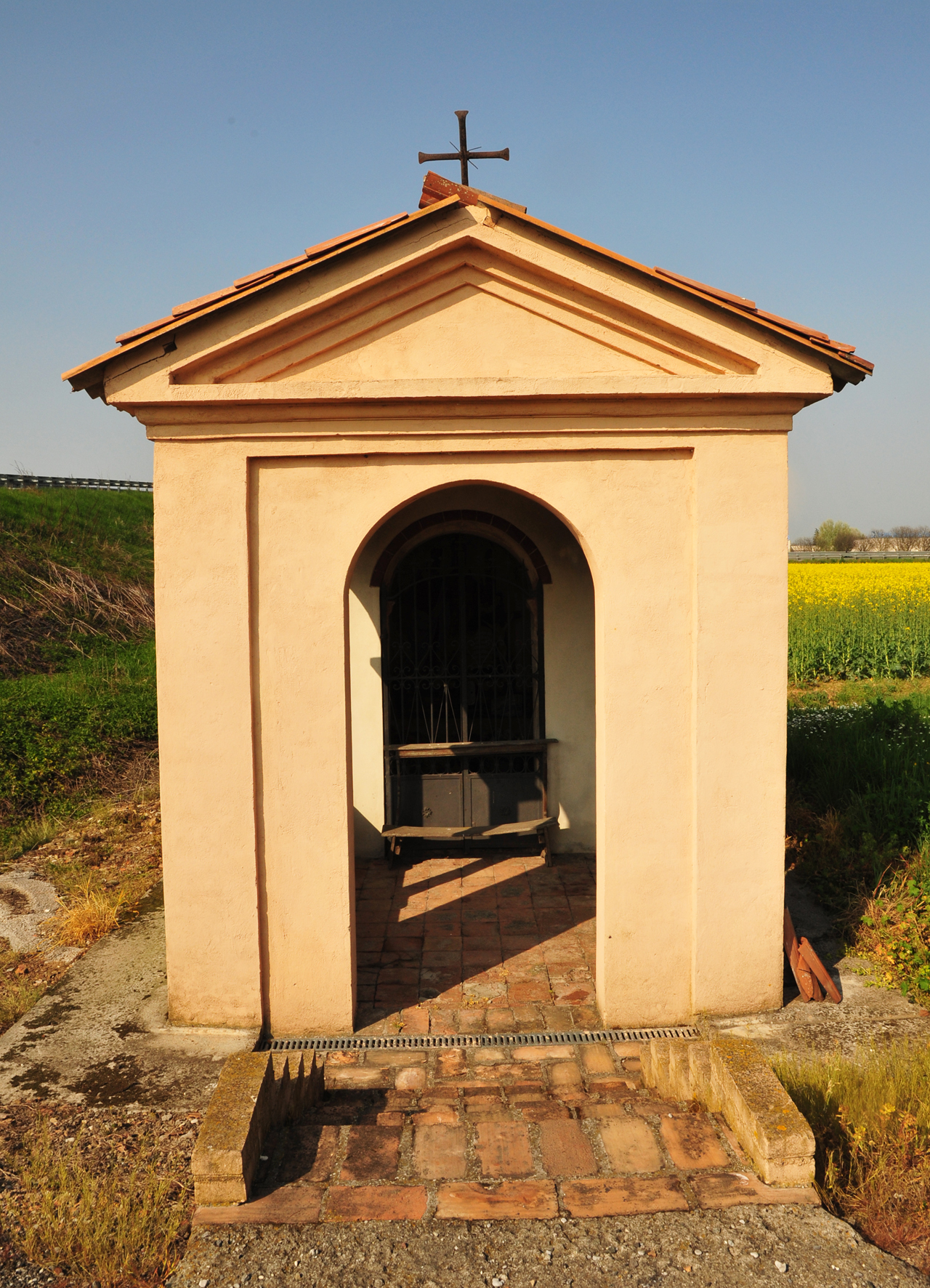
San Bernardino - Esterno
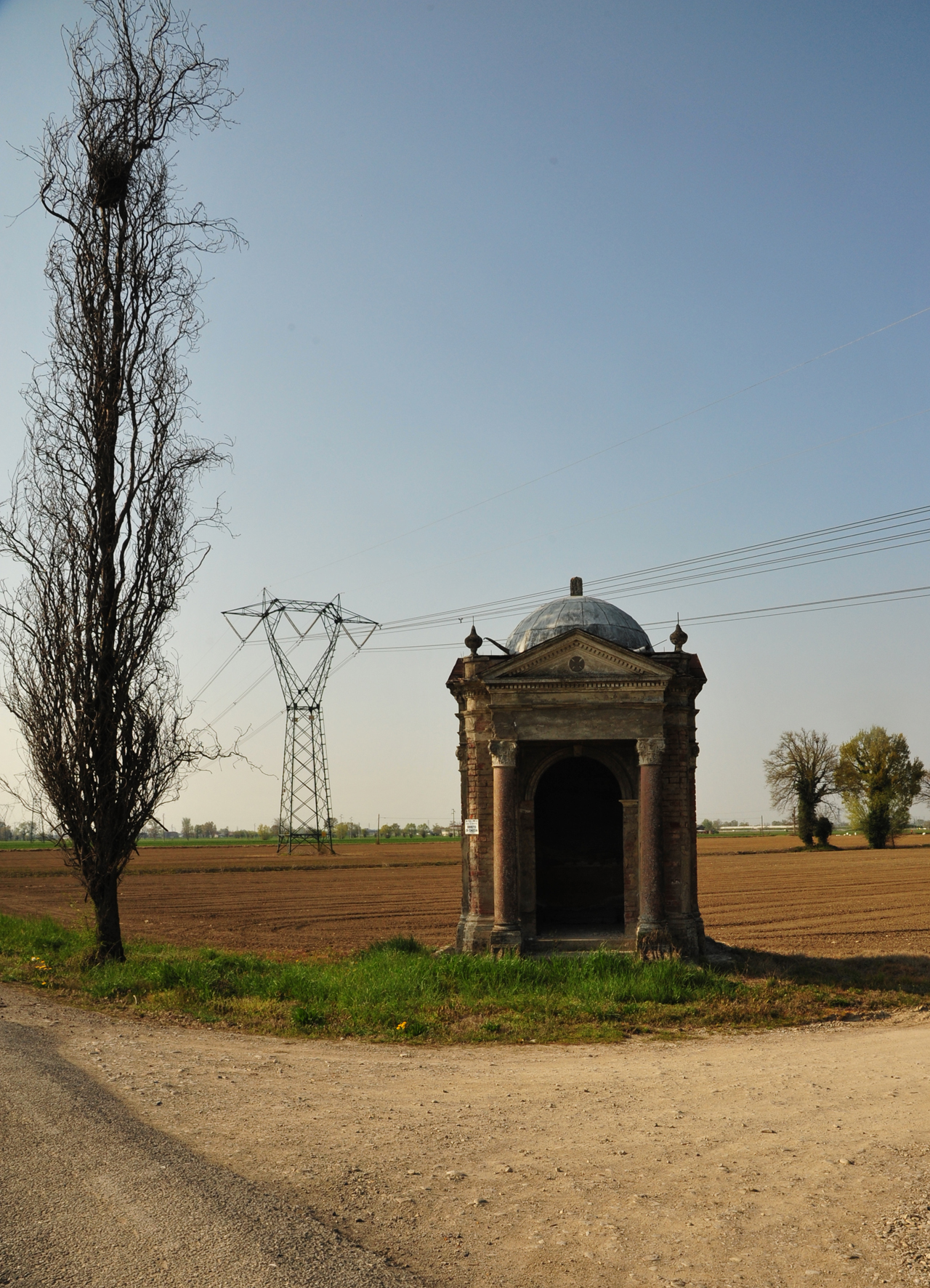
Rio Mezzano - Paullo
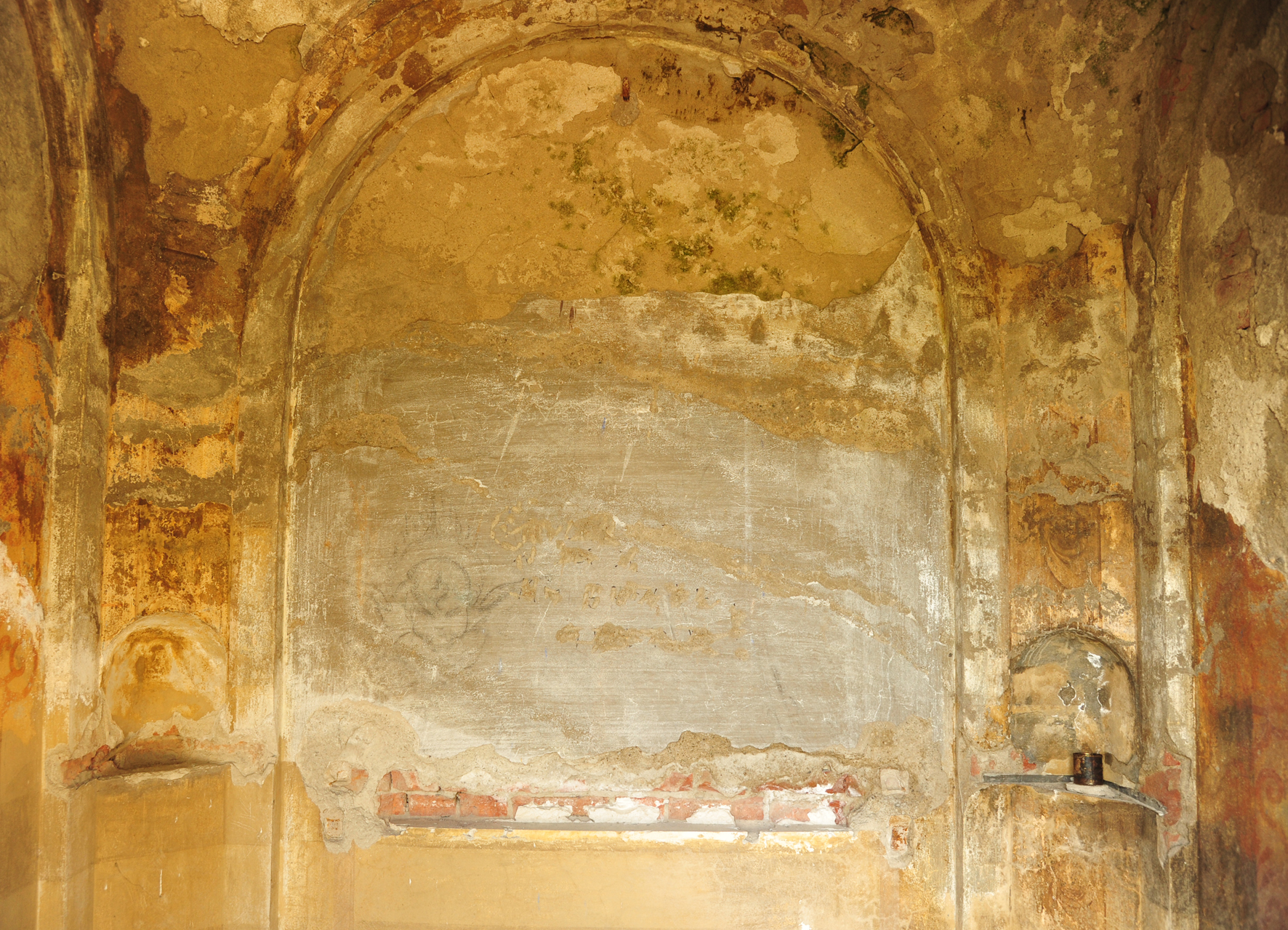
Rio Mezzano - Interno
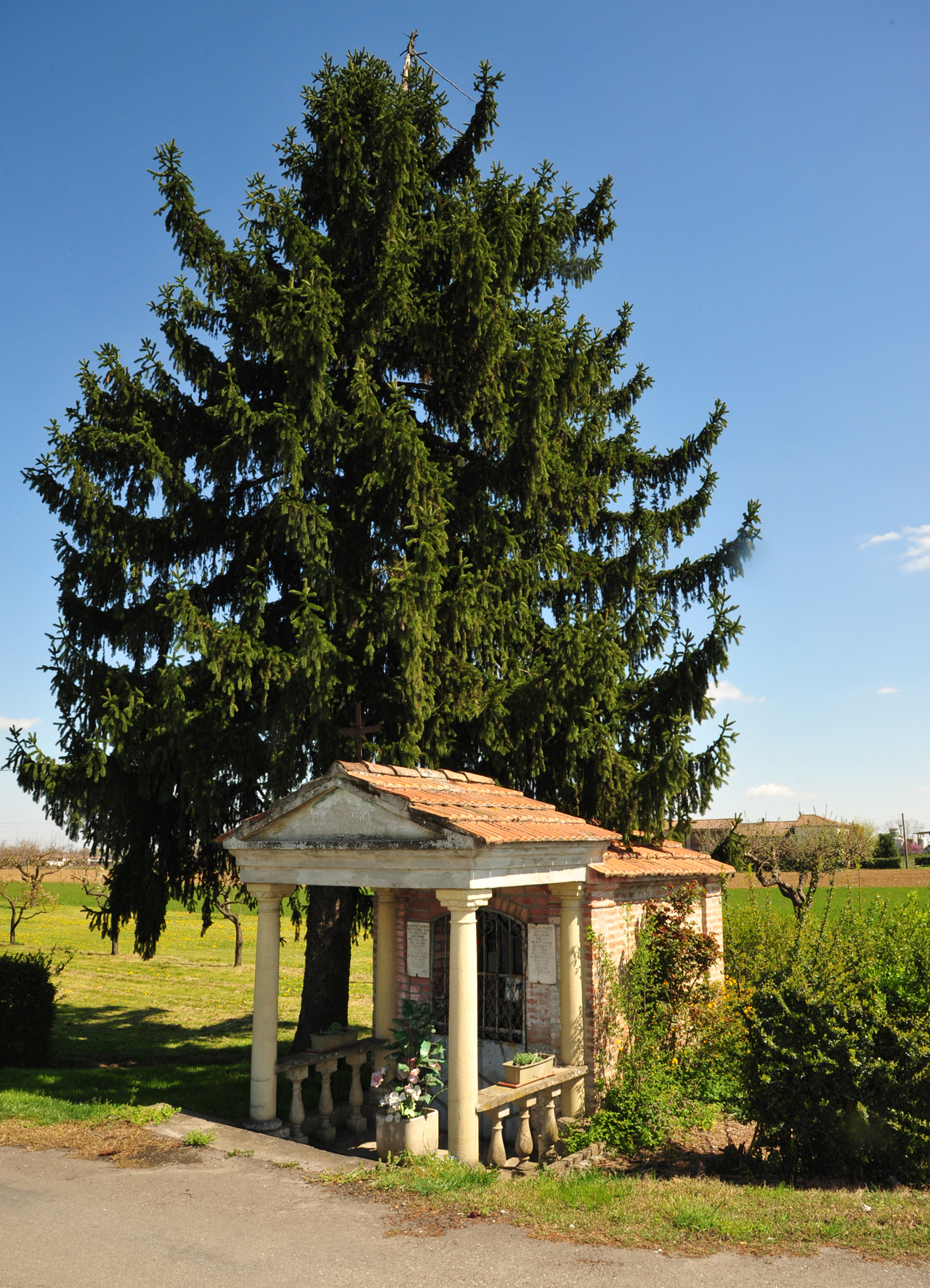
Loc. Felina - Esterno
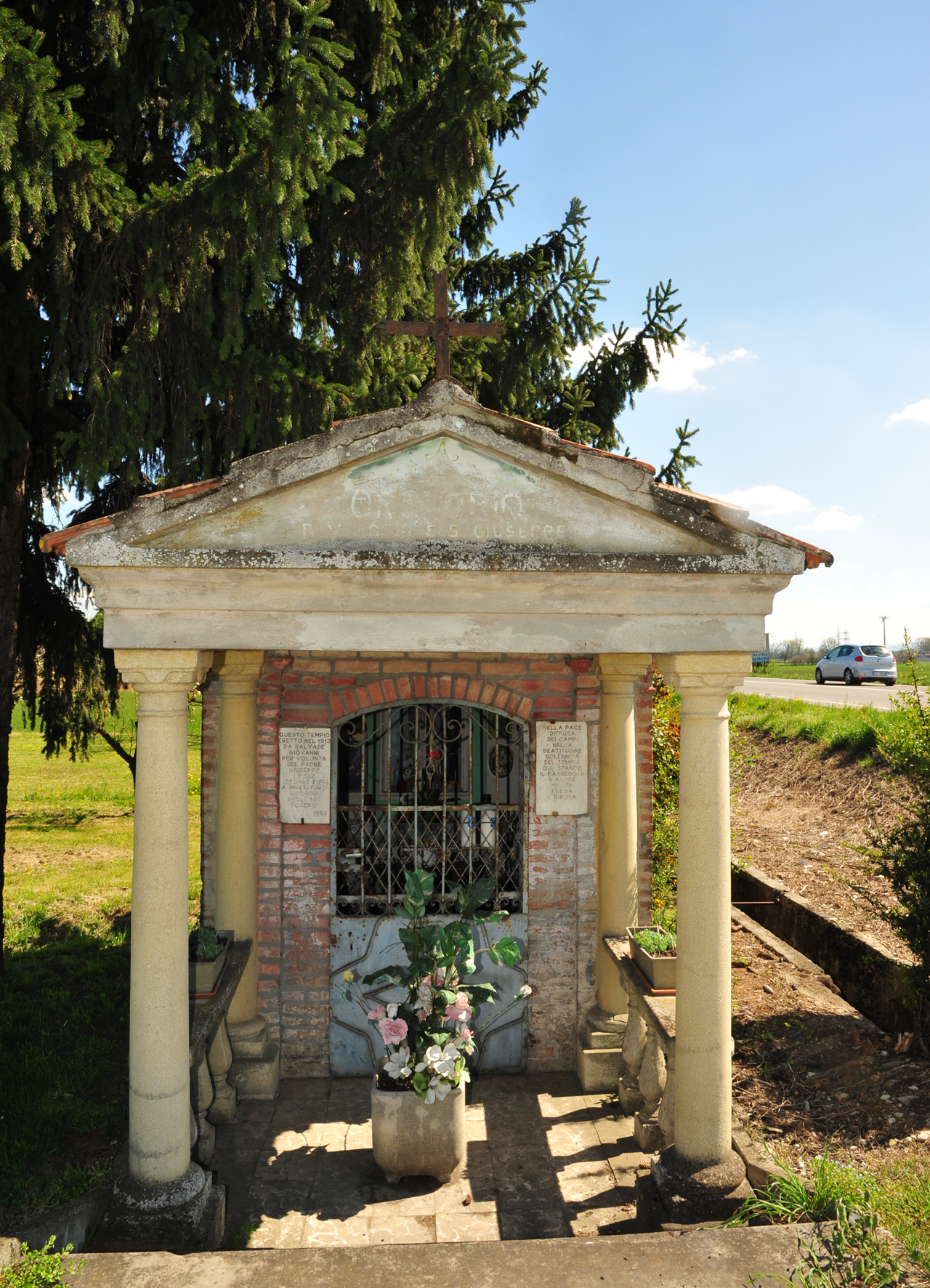
Loc Felina - Ingresso
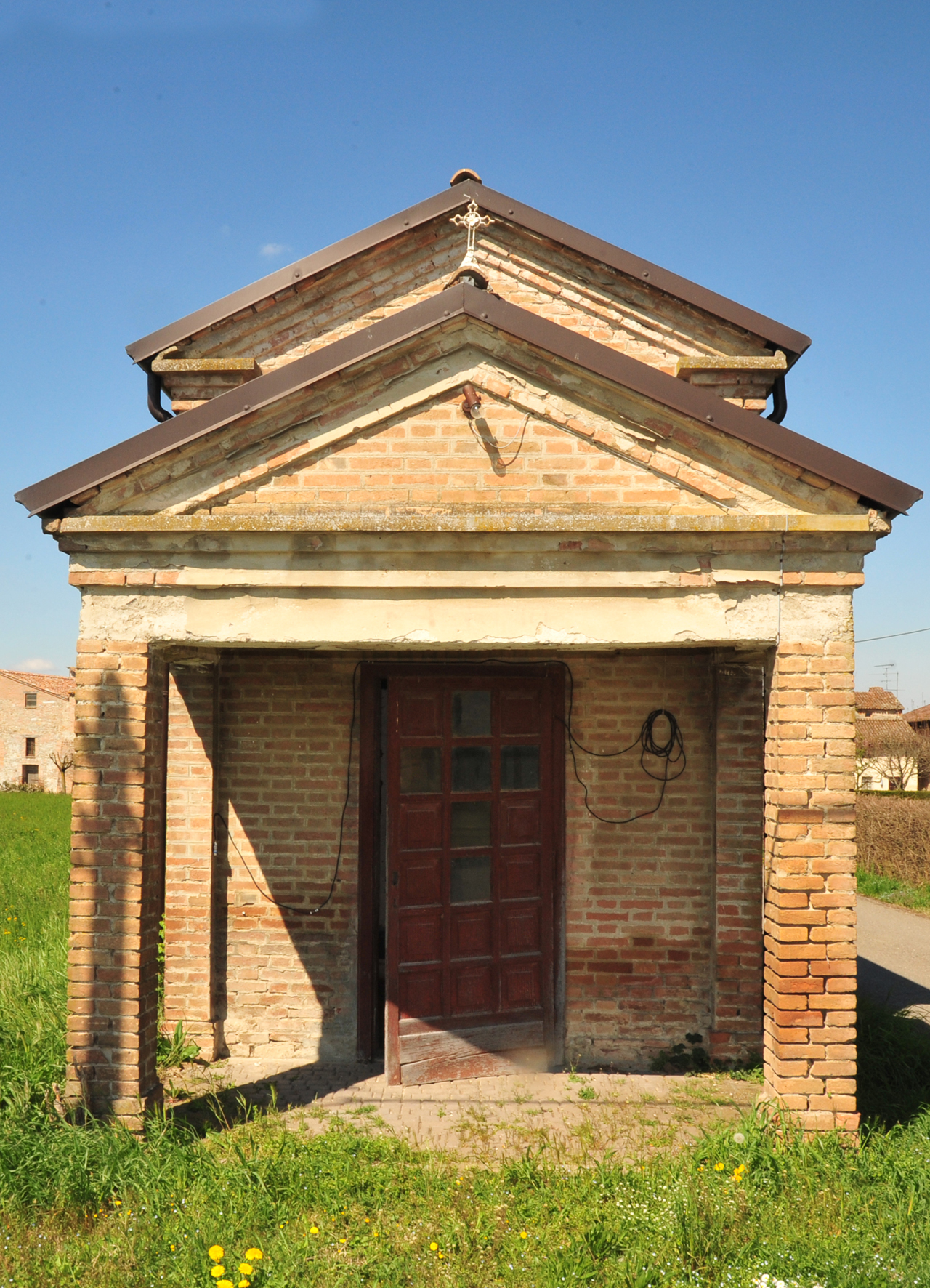
Frascale - Ingresso
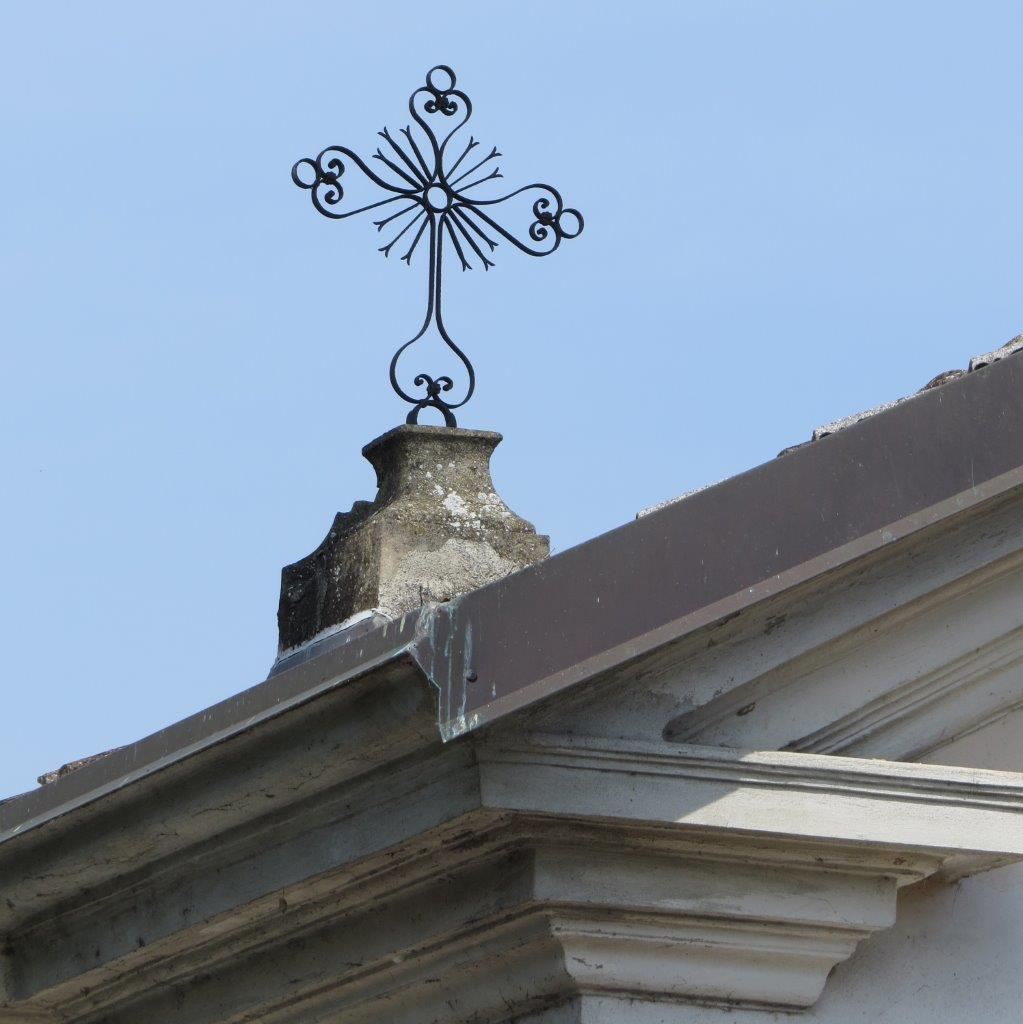
Madonna del Rosario - Cortemaggiore - Particolare della Croce
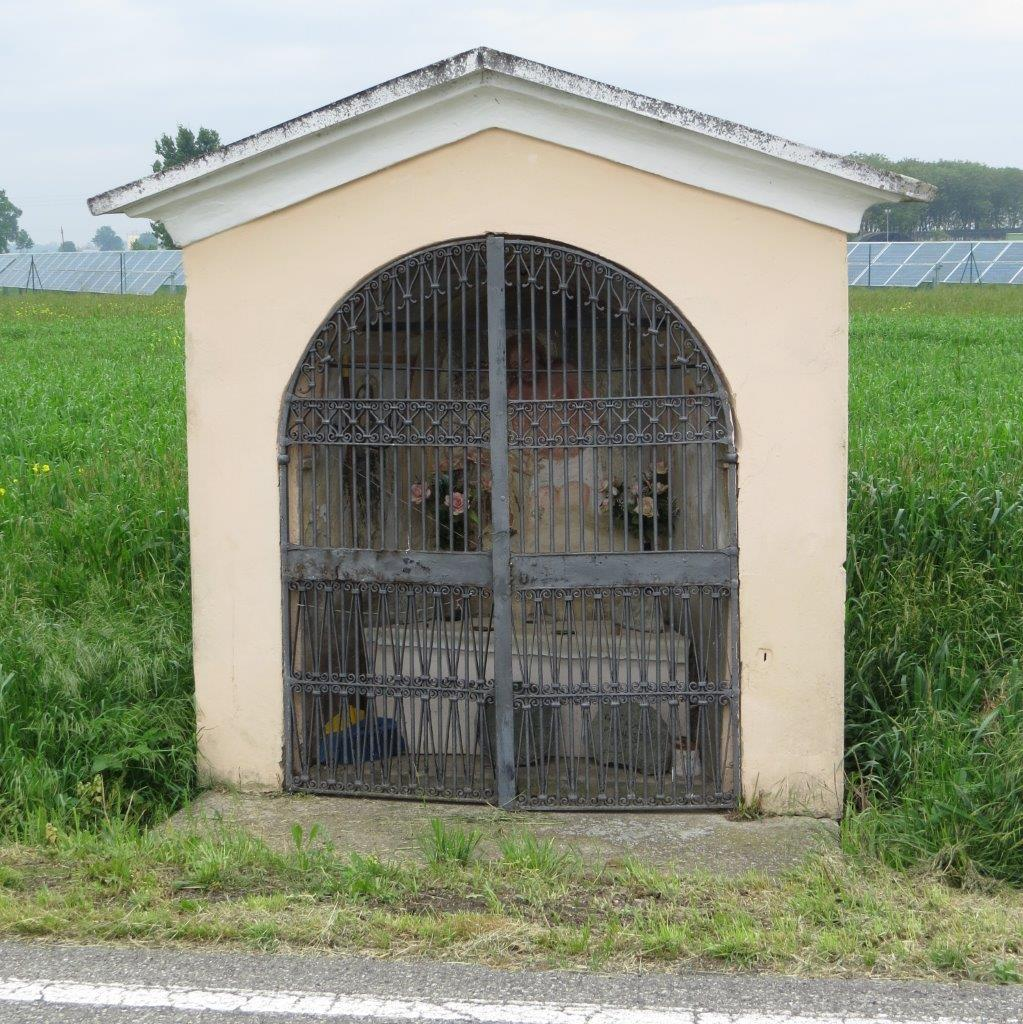
San Martino in Olza - Cortemaggiore
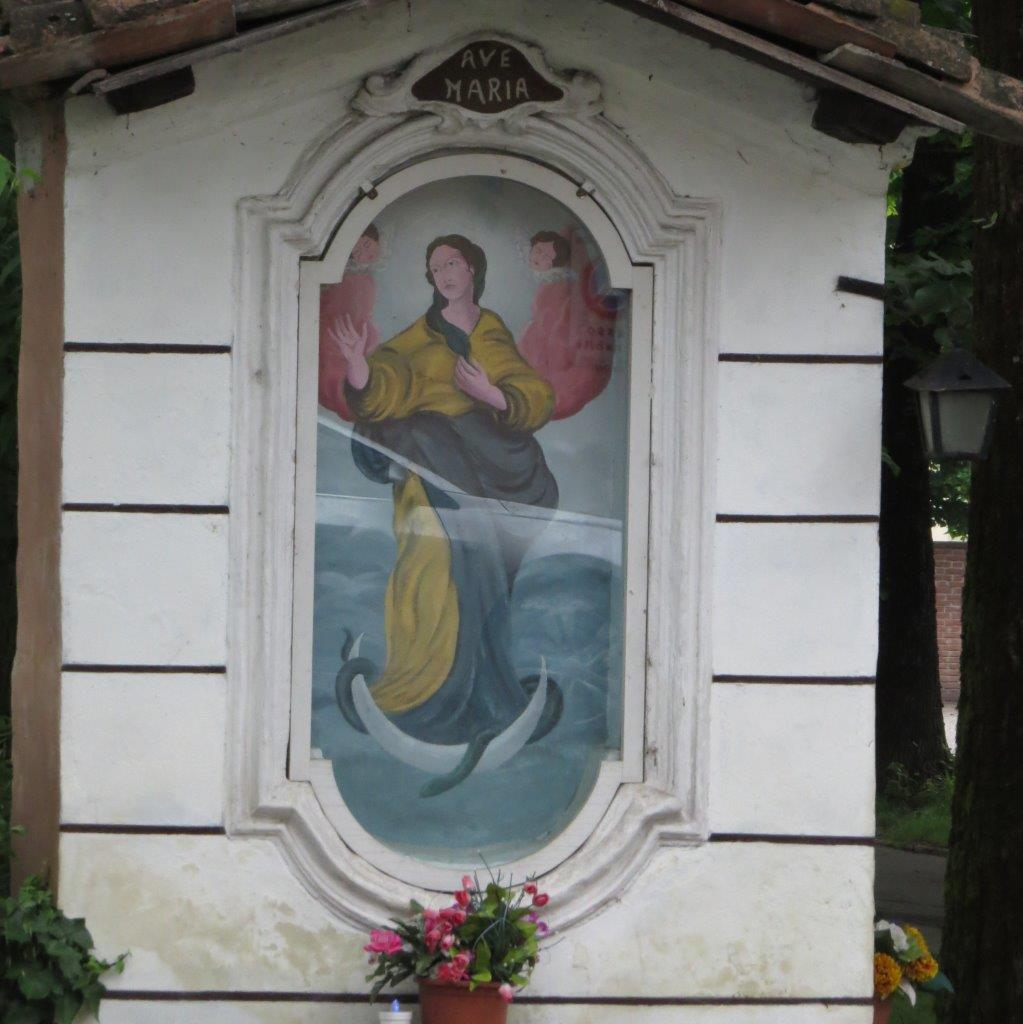
Cortemaggiore - Particolare
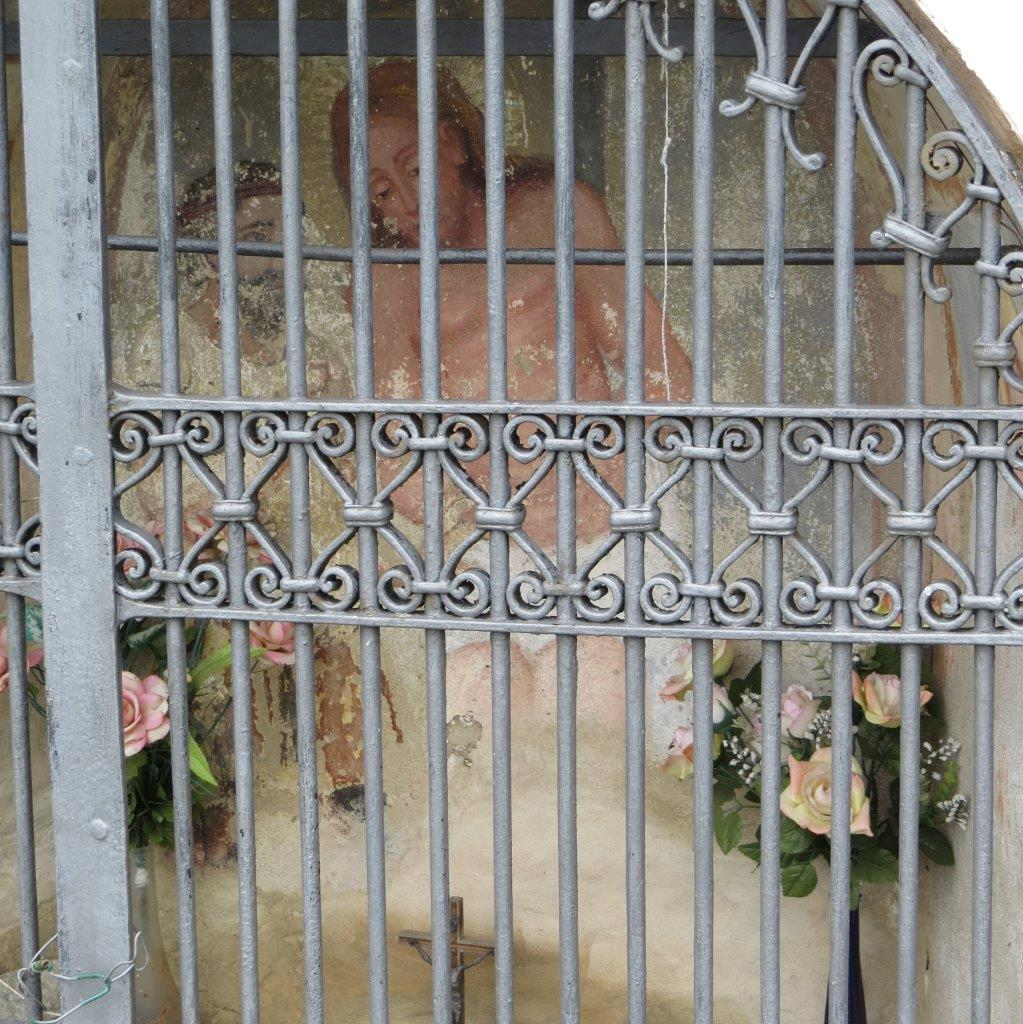
Mistadello San Martino in Olza (Cortemaggiore)- Interno